# Sainte-Marie-aux-Mines
Pour les articles homonymes, voir Sainte-Marie.
Sainte-Marie-aux-Mines est une commune française située dans la circonscription administrative du Haut-Rhin et, depuis le 1er janvier 2021, dans le territoire de la Collectivité européenne d'Alsace, en région Grand Est. Sainte-Marie-aux-Mines, et, en l'an II de la République, Mont-Libre puis Val-aux-Mines, se trouve à 360 mètres d'altitude à proximité du col de Sainte-Marie.
Cette commune se trouve dans la région historique et culturelle d'Alsace mais est traditionnellement une ville-frontière entre la Lorraine et l'Alsace. Ses habitants sont appelés les Sainte-Mariennes/Sainte-Mariens.

## Géographie

### Localisation

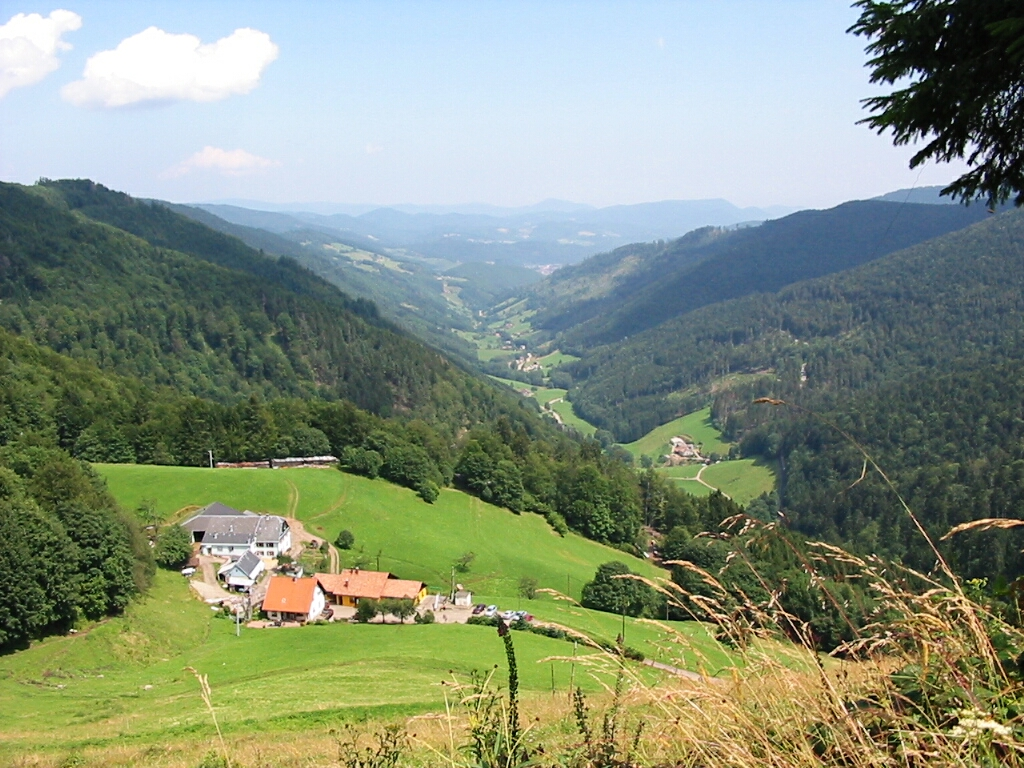
La haute vallée, vue du col des Bagenelles.

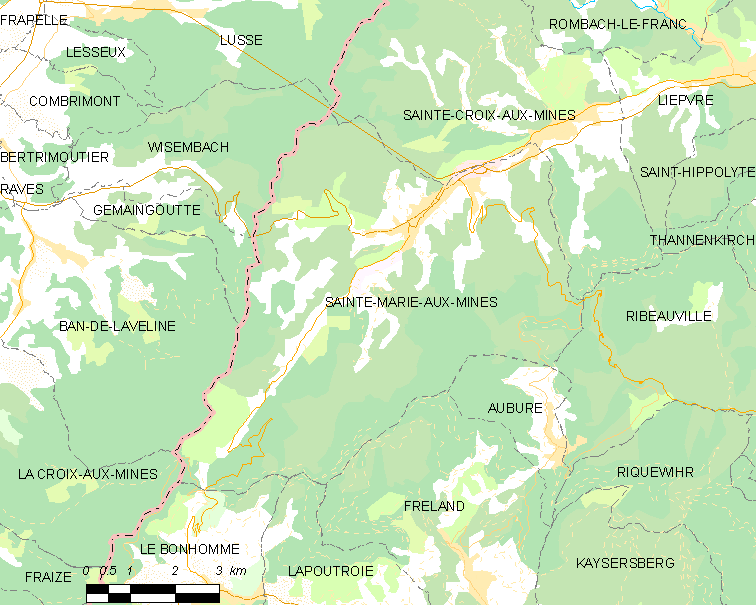
Sainte-Marie-aux-Mines et les communes environnantes.

Sainte-Marie-aux-Mines s'adosse au massif des Vosges et occupe une jolie vallée en V où coule la Lièpvrette naissante. Celle-ci est rejointe en aval de Sainte-Marie-aux-Mines par trois vallées affluentes qui se faufilent dans les massifs montagneux des trois Rombach : Le Petit Rombach, le Grand Rombach et Rombach-le-Franc. La vallée de Sainte-Marie-aux-Mines appelée aujourd'hui le Val d'Argent comprend cinq communes : Aubure, Lièpvre, Rombach-le-Franc, et Sainte-Croix-aux-Mines. Si le centre-ville est à environ 360 mètres d'altitude, le territoire communal s'élève jusqu’à 1 210 mètres.
On peut rejoindre la Lorraine voisine par le col de Sainte-Marie (772 m), qui constitue le chemin le plus direct, plein ouest, ou par le col des Bagenelles (903 m), au sud-ouest, qui mène au col du Bonhomme et à la route des Crêtes. Au sud-est, le col Haut de Ribeauvillé (742 m) donne un accès direct à l'ancien chef-lieu d'arrondissement, situé à 20 km, mais la ville de Sélestat dans le Bas-Rhin, qui n'est qu'à 22 km par la vallée (plein est), représente un pôle d'attraction supérieur. Sainte-Marie-aux-Mines est bordée des deux côtés par de hautes montagnes qui forment la chaîne des Vosges. La rivière, la Lièpvrette que les anciens habitants nommaient le Landbach, c'est-à-dire le ruisseau provincial, séparait autrefois la ville en deux parties et en deux paroisses distinctes, dont l'une dépendait du diocèse de Strasbourg sous l'archiprêtrise ou chapitre rural de Sélestat et l'autre de la Lorraine.
Depuis la Révolution, non seulement la ville a été réunifiée mais encore plusieurs hameaux ont été annexés à Sainte-Marie-aux-Mines : Saint-Blaise, Fertrupt, Échéry, le Rauenthal et la Petite Lièpvre. Le territoire communal représente ainsi plus de 45 km2, ce qui le place parmi les plus étendus en France.

#### Communes limitrophes
Les communes limitrophes sont Lapoutroie, Ribeauvillé, Sainte-Croix-aux-Mines, Aubure, Fréland, Le Bonhomme, Wisembach, Ban-de-Laveline, La Croix-aux-Mines et Gemaingoutte.
| Wisembach                      |                        | Sainte-Croix-aux-Mines |
| Gemaingoutte Ban-de-Laveline   | Sainte-Marie-aux-Mines | Ribeauvillé            |
| La Croix-aux-Mines Le Bonhomme | Lapoutroie Fréland     | Aubure                 |

### Géologie
Les filons métallifères répandus dans les gneiss affleurant autour de Sainte-Marie-aux-Mines sont particulièrement prolifiques en termes de gitologie minière, avec en leur sein de nombreux minéraux renfermant notamment du cuivre, de l'argent, de l'arsenic, du plomb, du zinc, du nickel, du fer, du cobalt, voire parfois de l'antimoine, du bismuth, de l'uranium, ou du manganèse, etc. Le territoire communal abrite aussi un gisement houiller résiduel du bassin de la vallée de Villé.

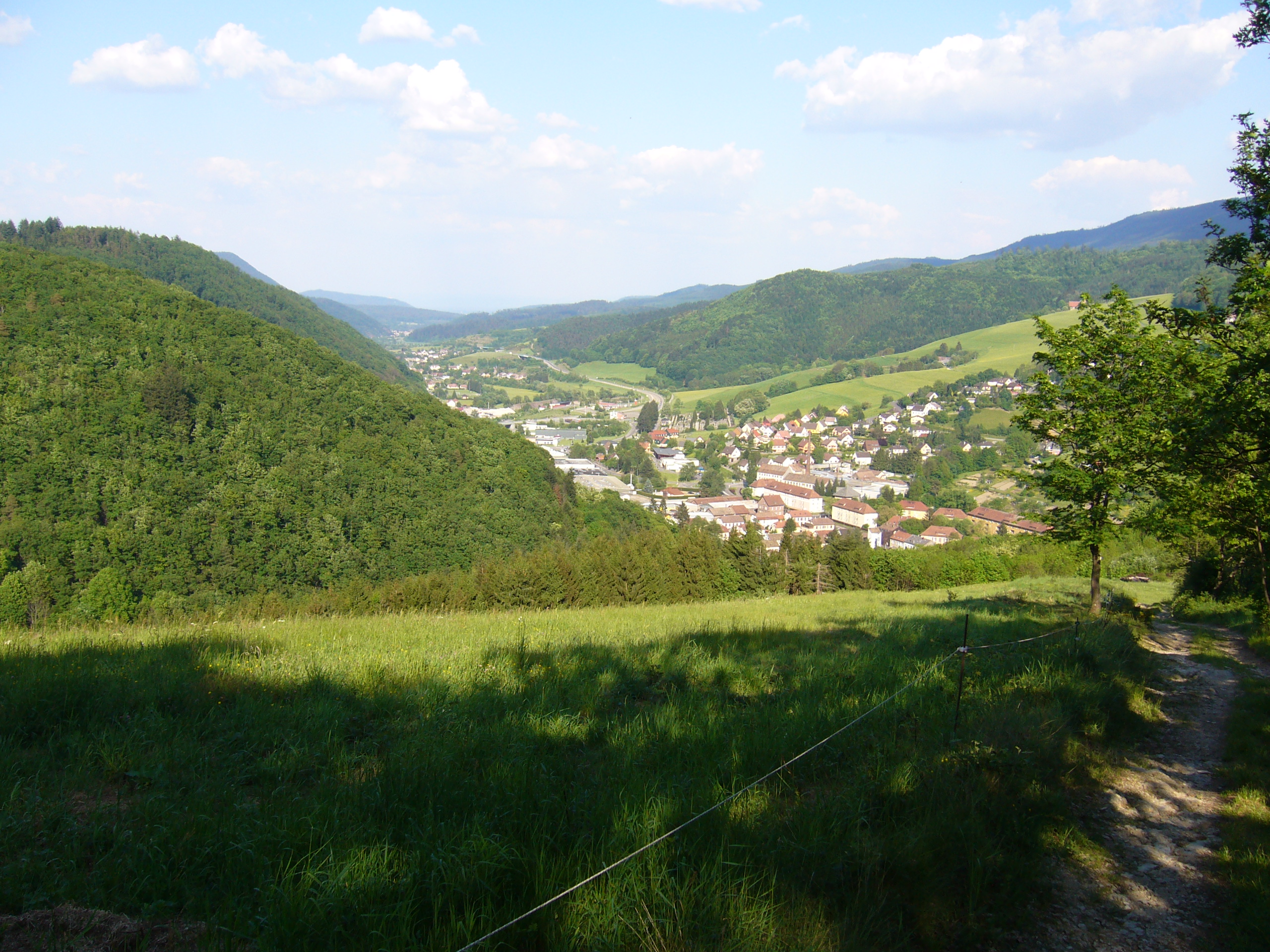
Vue sur l'entrée de la ville de Sainte-Marie-aux-Mines.

### Hydrographie

#### Réseau hydrographique
La commune est dans le bassin versant du Rhin au sein du bassin Rhin-Meuse. Elle est drainée par la Lièpvrette, le ruisseau de Rauenthal, le ruisseau du Chaufour, le ruisseau l'Adelsbach, le Fischthal et le ruisseau Robinot,,.
La Lièpvrette, d'une longueur de 25 km, prend sa source sur le territoire communal, non loin du col des Bagenelles à 750 mètres d'altitude et se jette  dans le Giessen à Châtenois, après avoir traversé cinq communes. Les caractéristiques hydrologiques de la Lièpvrette sont données par la station hydrologique située sur la commune de Lièpvre. Le débit moyen mensuel est de 1,77 m3/s. Le débit moyen journalier maximum est de 59,7 m3/s, atteint lors de la crue du 15 février 1990. Le débit instantané maximal est quant à lui de 79,9 m3/s, atteint le même jour.

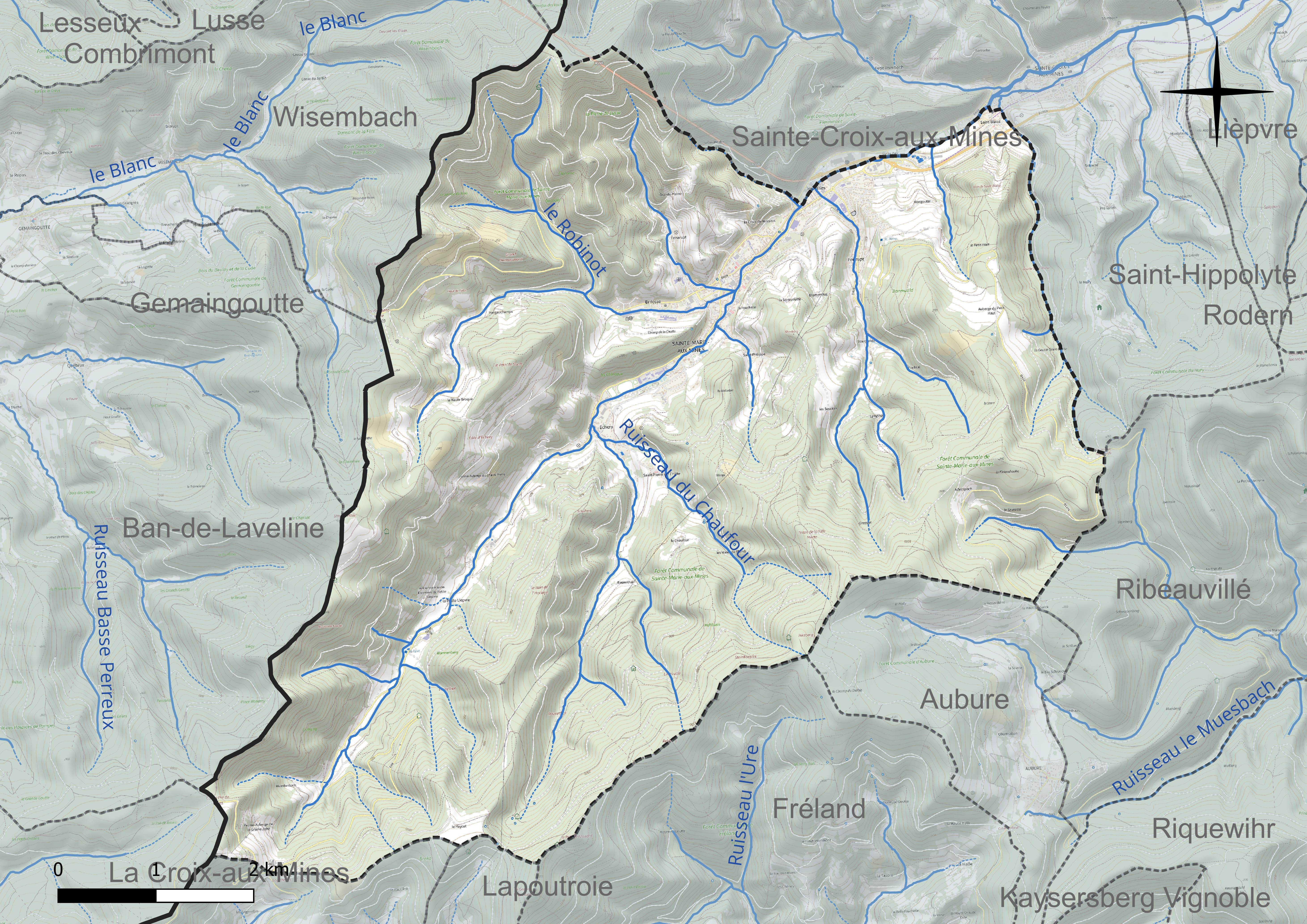
Réseau hydrographique de Sainte-Marie-aux-Mines.

#### Gestion et qualité des eaux
Le territoire communal est couvert par le schéma d'aménagement et de gestion des eaux (SAGE) « Giessen Lièpvrette ». Ce document de planification concerne les bassins versants du Giessen et de la Lièpvrette.  Son périmètre s’étend sur 317 km2. Il a été approuvé le 13 avril 2016. La structure porteuse de l'élaboration et de la mise en œuvre est le Syndicat des eaux et de l'assainissement Alsace Moselle.
La qualité des cours d’eau peut être consultée sur un site dédié géré par les agences de l’eau et l’Agence française pour la biodiversité.

### Climat
Pour des articles plus généraux, voir Climat du Grand Est et Climat du Haut-Rhin.
En 2010, le climat de la commune est de type climat de montagne, selon une étude du Centre national de la recherche scientifique s'appuyant sur une série de données couvrant la période 1971-2000. En 2020, Météo-France publie une typologie des climats de la France métropolitaine dans laquelle la commune est exposée à un climat semi-continental et est dans la région climatique Vosges, caractérisée par une pluviométrie très élevée (1 500 à 2 000 mm/an) en toutes saisons et un hiver rude (moins de 1 °C).
Pour la période 1971-2000, la température annuelle moyenne est de 9,8 °C, avec une amplitude thermique annuelle de 17,1 °C. Le cumul annuel moyen de précipitations est de 1 301 mm, avec 11,5 jours de précipitations en janvier et 10,3 jours en juillet. Pour la période 1991-2020, la température moyenne annuelle observée sur la station météorologique de Météo-France la plus proche, « Ste Croix aux Mines », sur la commune de Sainte-Croix-aux-Mines à 4 km à vol d'oiseau, est de 10,8 °C et le cumul annuel moyen de précipitations est de 1 094,4 mm. 
La température maximale relevée sur cette station est de 39,8 °C, atteinte le 4 août 2022 ; la température minimale est de −18,2 °C, atteinte le 20 décembre 2009,,.
| Mois                                  | jan.           | fév.           | mars           | avril         | mai           | juin          | jui.          | août          | sep.          | oct.          | nov.          | déc.           | année      |
| ------------------------------------- | -------------- | -------------- | -------------- | ------------- | ------------- | ------------- | ------------- | ------------- | ------------- | ------------- | ------------- | -------------- | ---------- |
| Température minimale moyenne (°C)     | −1,2           | −0,8           | 1,4            | 4,3           | 8,1           | 11,6          | 13            | 12,9          | 9,4           | 6,4           | 2,6           | −0,2           | 5,6        |
| Température moyenne (°C)              | 2,1            | 3,3            | 6,6            | 10,5          | 14,2          | 18            | 19,5          | 19,2          | 15,4          | 11,2          | 6,3           | 3,1            | 10,8       |
| Température maximale moyenne (°C)     | 5,4            | 7,3            | 11,7           | 16,7          | 20,3          | 24,5          | 25,9          | 25,5          | 21,3          | 16            | 9,9           | 6,3            | 15,9       |
| Record de froid (°C) date du record   | −14,8 23.01.17 | −16,6 07.02.12 | −13,8 01.03.05 | −7,6 08.04.03 | −0,8 12.05.20 | 2,8 07.06.05  | 5,6 13.07.00  | 4,8 26.08.18  | 0,9 30.09.02  | −4,5 29.10.12 | −7,6 30.11.10 | −18,2 20.12.09 | −18,2 2009 |
| Record de chaleur (°C) date du record | 18 26.01.16    | 22,8 24.02.21  | 27,4 31.03.21  | 29,1 22.04.18 | 33,5 29.05.17 | 37,3 18.06.22 | 39,6 25.07.19 | 39,8 04.08.22 | 34,2 15.09.20 | 29,3 26.10.06 | 22,7 07.11.15 | 17,2 24.12.13  | 39,8 2022  |
| Précipitations (mm)                   | 110,7          | 92,3           | 86             | 68,8          | 92,5          | 82,9          | 90,8          | 94,6          | 71,7          | 97,3          | 96,6          | 110,2          | 1 094,4    |

| Diagramme climatique                                  |             |           |             |             |              |            |              |             |           |            |              |
| J                                                     | F           | M         | A           | M           | J            | J          | A            | S           | O         | N          | D            |
| 5,4−1,2110,7                                          | 7,3−0,892,3 | 11,71,486 | 16,74,368,8 | 20,38,192,5 | 24,511,682,9 | 25,91390,8 | 25,512,994,6 | 21,39,471,7 | 166,497,3 | 9,92,696,6 | 6,3−0,2110,2 |
| Moyennes : • Temp. maxi et mini °C • Précipitation mm |             |           |             |             |              |            |              |             |           |            |              |

Les paramètres climatiques de la commune ont été estimés pour le milieu du siècle (2041-2070) selon différents scénarios d'émission de gaz à effet de serre à partir des nouvelles projections climatiques de référence DRIAS-2020. Ils sont consultables sur un site dédié publié par Météo-France en novembre 2022.

## Urbanisme

### Typologie
Au 1er janvier 2024, Sainte-Marie-aux-Mines est catégorisée bourg rural, selon la nouvelle grille communale de densité à sept niveaux définie par l'Insee en 2022.
Elle appartient à l'unité urbaine de Sainte-Marie-aux-Mines, une agglomération intra-départementale regroupant deux  communes, dont elle est ville-centre,,. Par ailleurs la commune fait partie de l'aire d'attraction de Sainte-Marie-aux-Mines, dont elle est la commune-centre,. Cette aire, qui regroupe 4 communes, est catégorisée dans les aires de moins de 50 000 habitants,.

### Occupation des sols
L'occupation des sols de la commune, telle qu'elle ressort de la base de données européenne d’occupation biophysique des sols Corine Land Cover (CLC), est marquée par l'importance des forêts et milieux semi-naturels (79,4 % en 2018), une proportion sensiblement équivalente à celle de 1990 (79,5 %). La répartition détaillée en 2018 est la suivante : forêts (79,3 %), prairies (15 %), zones urbanisées (3,5 %), zones agricoles hétérogènes (1,7 %), zones industrielles ou commerciales et réseaux de communication (0,5 %), milieux à végétation arbustive et/ou herbacée (0,1 %). L'évolution de l’occupation des sols de la commune et de ses infrastructures peut être observée sur les différentes représentations cartographiques du territoire : la carte de Cassini (XVIIIe siècle), la carte d'état-major (1820-1866) et les cartes ou photos aériennes de l'IGN pour la période actuelle (1950 à aujourd'hui).

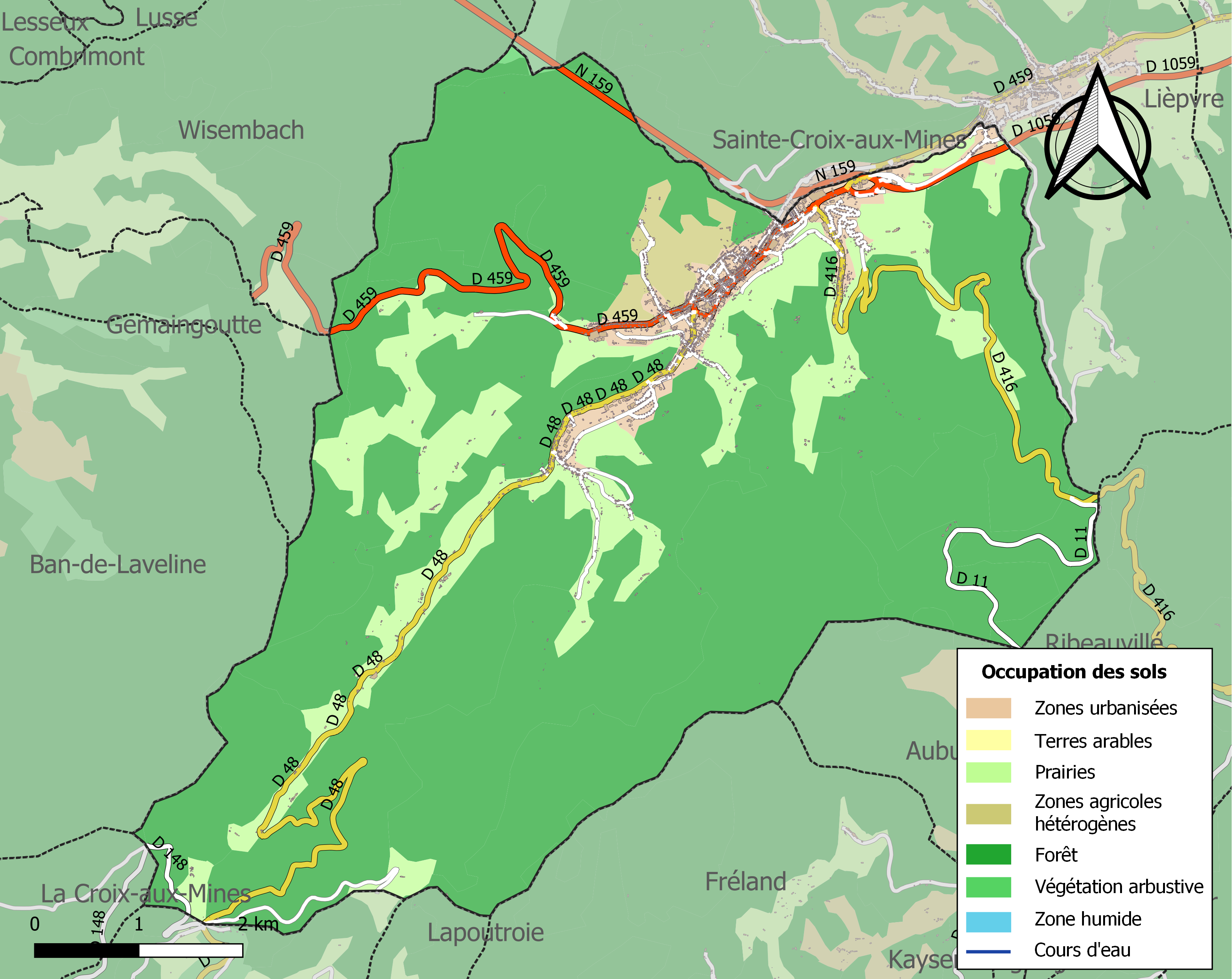
Carte des infrastructures et de l'occupation des sols de la commune en 2018 (CLC).

### Lieux-dits, hameaux et écarts
Altenberg, Adelspach, Bourgonde, Brifosse, Clésio, la Côte d'Échéry, Échéry, Faunoux, Fenarupt, Fertrupt (anciennement appelé Fordelbach), Haut de Faîte, la Haute Broque, le Haycot, Hergauchamps, la Petite Lièpvre (Kleinleberau), Mongoutte, le Petit Haut, le Rauenthal (le Fond-nu), Saint-Philippe, Saint-Pierre sur l'Hâte, Surlattes (Zillhardt).

### Voies de communication et transports
Par la route, Sainte-Marie-aux-Mines se situe au carrefour de la route nationale 59 qui passe par le col de Sainte-Marie-aux-Mines (772 m) ou par le tunnel Maurice-Lemaire qui passe sous ce col, et de la D 48 qui passe par celui des Bagenelles (903 m).
La ville a été reliée au chemin de fer le 29 décembre 1864 lors de la construction du tronçon de Sélestat à Sainte-Marie-aux-Mines de la future ligne de Sélestat à Lesseux - Frapelle. La ligne avait été prolongée jusqu'à Lesseux - Frapelle et inaugurée le 8 août 1937, mettant ainsi en service la 3e traversée ferroviaire des Vosges par le tunnel de Sainte-Marie-aux-Mines. Ce tunnel long de 6 872 m était le plus long tunnel ferroviaire établi entièrement en territoire français. À cette occasion, la gare de Sainte-Marie-aux-Mines a été déplacée. L'inauguration s'est déroulée en présence du président de la République française Albert Lebrun. La ligne permettait notamment une liaison directe entre Colmar et Nancy via Saint-Dié-des-Vosges. La section de Sainte-Marie-aux-Mines à Lesseux - Frapelle est fermée le 2 juin 1973 à la suite de la transformation (pour une durée limitée à l'époque) du tunnel ferroviaire en tunnel routier. Celui-ci porte aujourd'hui le nom de tunnel Maurice-Lemaire. La section de Sélestat à Sainte-Marie-aux-Mines est fermée au trafic des voyageurs le 2 janvier 1980 et le service transféré sur route. La liaison entre Sélestat et St-Dié est aujourd'hui réalisée par la ligne 20 des navettes autocar du réseau TER Grand-Est.
Pour les déplacements à l'intérieur de la ville, la municipalité a mis en place depuis 2015 un service de transport à la personne circulant le mardi et le vendredi sur réservation.

## Toponymie
La dénomination de Sainte-Marie-aux-Mines a varié au cours de l'histoire :
- on trouve dans les documents latins Fanum Sanctae Mariae (temple de Sainte Marie)[28], Sancta Maria ad Fodinas, Sancta Maria (1078) ;
- par traduction du latin, elle est dénommée en langue allemande Markirch (1441) ou bien Mariakirch, et Màrkirich en alsacien ;
- enfin, les autorités révolutionnaires optent d'abord pour un nom laïque, Val-aux-Mines, avant d'en revenir à Sainte-Marie-aux-Mines à partir de 1793.

Les environs immédiats de Sainte-Marie-aux-Mines portèrent des noms allemands et français, qui sont souvent la transcription phonétique l’un de l’autre, par exemple : Eckirch et Échéry, Fortelbach et Fertrupt, Surlattes et Zillhardt, ou bien ce sont des traductions qui conservent le sens du nom lorsqu'il est apparent, par exemple : Schoenberg et Belmont, Rauenthal et le Fond-nu, la Petite Lièpvre et Kleinleberau. Cette dualité des dénominations de lieux n’est pas étonnante quand on sait que la haute vallée de la Lièpvrette, comme d’ailleurs les hautes vallées voisines de la Bruche, du Giessen, de la Béhine et de la Weiss, était francophone, et que d’autre part les paysans venus de la plaine, et surtout des mineurs venus de la Saxe, parlaient l’allemand et implantèrent leur langue.

## Histoire

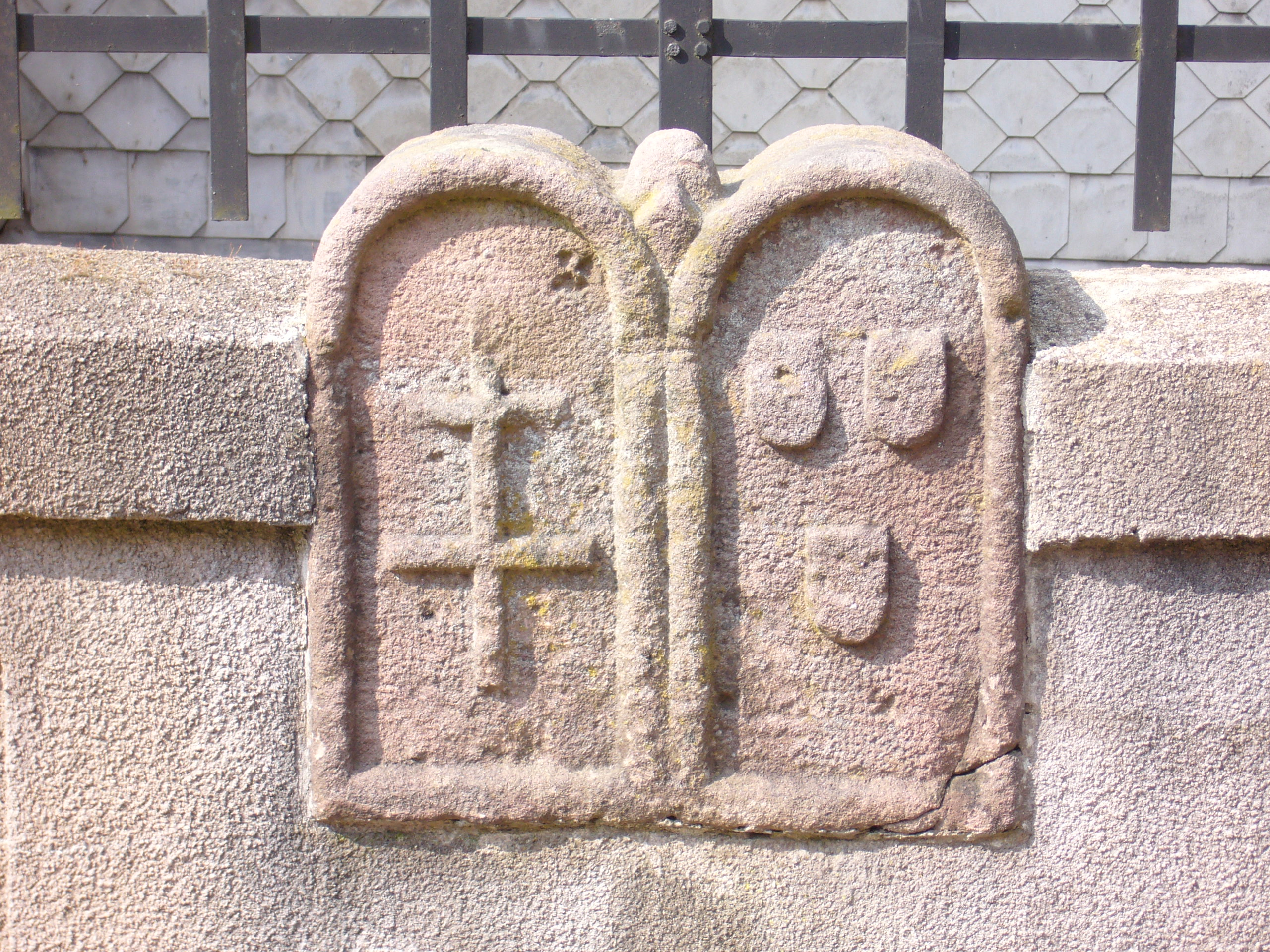
Borne frontière du pont Bonduron datée de 1722, avec les armes de la Lorraine à gauche et les armes de la famille de Ribeaupierre à droite.

Divisée au Moyen Âge entre le duché de Lorraine et la seigneurie de Ribeaupierre jusqu'à ce que la Révolution française comme le rappelle  la borne frontière encore visible sur le pont Bonduron au-dessus de la Lièpvrette, la ville de Sainte-Marie-aux-Mines se développe avec l'exploitation minière, essentiellement des minerais d’argent, de plomb, de cuivre et de cobalt. Les mines d’argent connaissent leur âge d’or au XVIe siècle quand près de 3000 mineurs, originaires de Saxe, de Forêt Noire, et du Tyrol, viennent s'établir à Sainte-Marie-aux Mines.
Lieu de refuge pour de nombreuses communautés religieuses, la ville a joué un rôle significatif dans l'histoire du protestantisme. En 1693, elle est le berceau du mouvement amish qui nait du schisme parmi les anabaptistes de France, de Suisse et du Palatinat.
Au XIXe siècle, l’industrie textile prend le relais de l’exploitation minière et Sainte-Marie-aux-Mines devient un important centre industriel et troisième ville du Haut-Rhin par le nombre d'habitants.
La ville de Sainte-Marie-aux-Mines est titulaire de la croix de guerre 1914-1918 avec palme (citation à l’ordre de l’Armée du 2 novembre 1921) et de la croix de guerre 1939-1945 avec étoile de vermeil (citation, le 11 novembre 1948, à l’ordre du corps d’armée).

## Politique et administration

### Découpage administratif
Sainte-Marie aux Mines est le chef-lieu du canton de la haute vallée de la Lièpvrette. Constitué en 1790, il se subdivisa temporairement en deux, entre 1795 et 1802, l'un restreint à la ville de Sainte-Marie, l'autre comprenant les quatre autres communes avec comme chef-lieu, Sainte-Croix-aux-Mines.
La vallée de Sainte-Marie-aux-Mines a fait partie de l'arrondissement de Colmar, pour passer en 1871 à celui de Ribeauvillé jusqu'à la fusion des deux arrondissements en 2015.

### Liste des maires

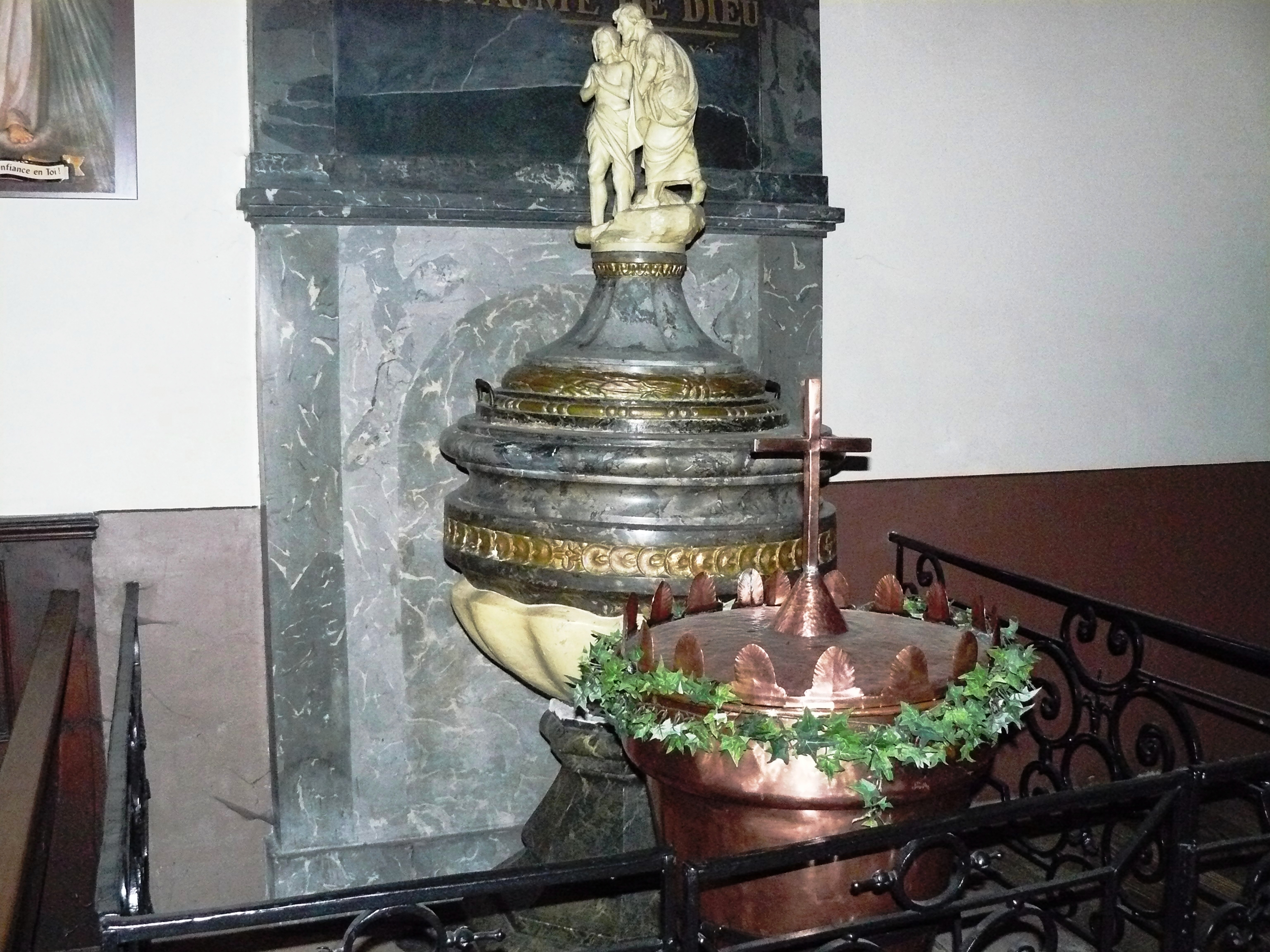
Baptistère situé à l'intérieur de l'église Sainte-Madeleine.
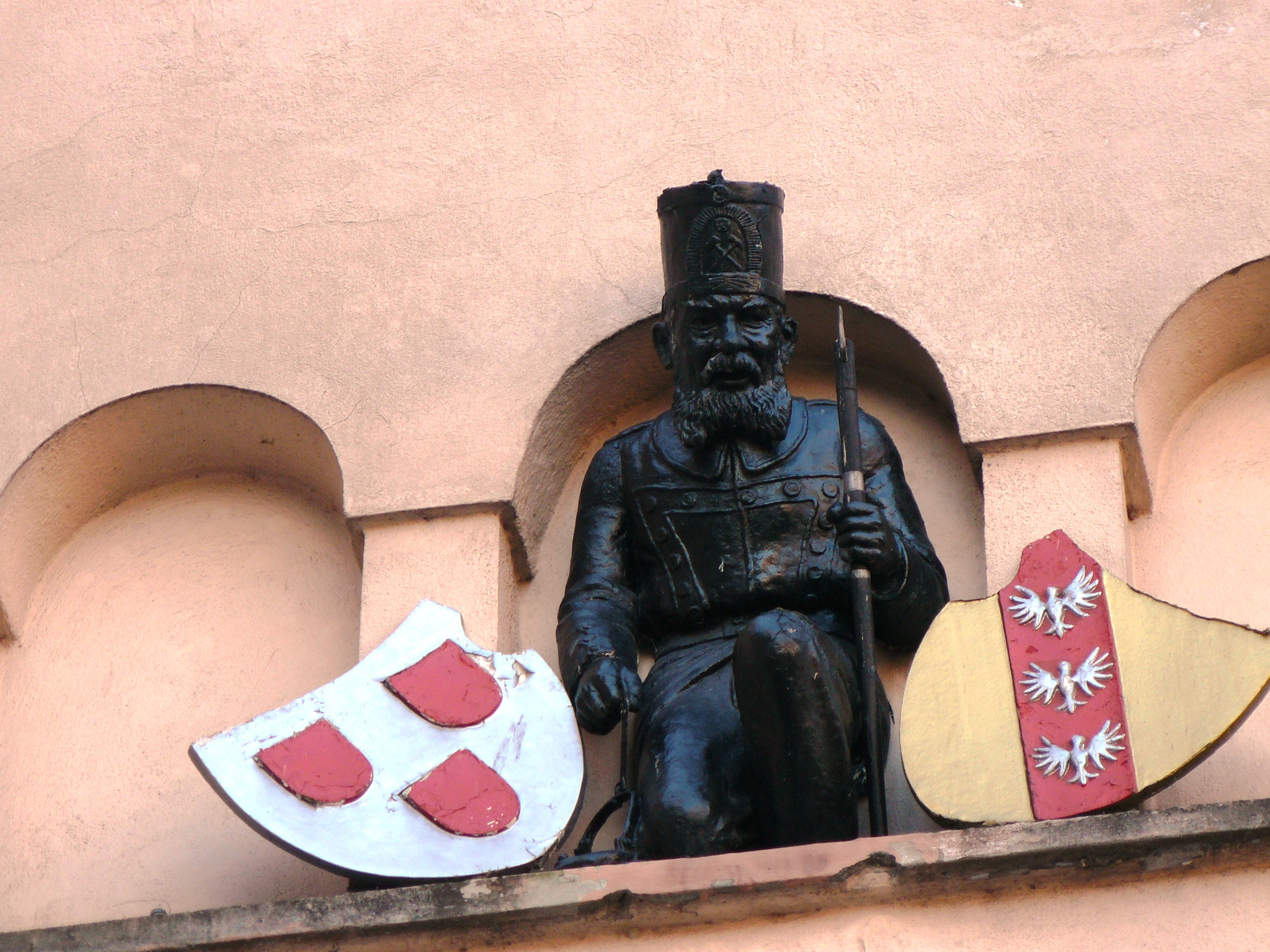
Statue de mineur placé au-dessus de la Tour de la Pharmacie.

### Finances locales
Cette sous-section présente la situation des finances communales de Sainte-Marie-aux-Mines.
Pour l'exercice 2013, le compte administratif du budget municipal de Sainte-Marie-aux-Mines s'établit à 6 846 000 € en dépenses et 7 443 000 € en recettes :
En 2013, la section de fonctionnement se répartit en 5 617 000 €  de charges (996 € par habitant) pour 5 758 000 € de produits (1 021 € par habitant), soit un solde de 141 000 € (25 € par habitant), :
- le principal pôle de dépenses de fonctionnement est celui des charges de personnels[Note 9] pour une valeur de 2 887 000 € (51 %), soit 512 € par habitant, ratio voisin de la valeur moyenne de la strate. Pour la période allant de 2009 à 2013, ce ratio augmente de façon continue de 452 € à 512 € par habitant ;
- la plus grande part des recettes est constituée de la dotation globale de fonctionnement (DGF)[Note 10] pour une valeur totale de 1 449 000 € (25 %), soit 257 € par habitant, ratio supérieur de 27 % à la valeur moyenne pour les communes de la même strate (203 € par habitant). Sur les cinq dernières années, ce ratio fluctue et présente un minimum de 247 € par habitant en 2012 et un maximum de 264 € par habitant en 2010.

Les taux des taxes ci-dessous sont votés par la municipalité de Sainte-Marie-aux-Mines. Ils ont varié de la façon suivante par rapport à 2012 :
- la taxe d'habitation quasiment égale 10,35 % ;
- la taxe foncière sur le bâti quasiment égale 12,56 % ;
- celle sur le non bâti quasiment égale 84,12 %.

La section investissement se répartit en emplois et ressources. Pour 2013, les emplois comprennent par ordre d'importance :
- des dépenses d'équipement[Note 12] pour une valeur totale de 758 000 € (62 %), soit 134 € par habitant, ratio inférieur de 65 % à la valeur moyenne pour les communes de la même strate (385 € par habitant). Pour la période allant de 2009 à 2013, ce ratio fluctue et présente un minimum de 101 € par habitant en 2010 et un maximum de 303 € par habitant en 2011 ;
- des remboursements d'emprunts[Note 13] pour  423 000 € (34 %), soit 75 € par habitant, ratio voisin de la valeur moyenne de la strate.

Les ressources en investissement de Sainte-Marie-aux-Mines se répartissent principalement en :
- nouvelles dettes pour  400 000 € (24 %), soit 71 € par habitant, ratio inférieur de 11 % à la valeur moyenne pour les communes de la même strate (80 € par habitant). Sur les 5 dernières années, ce ratio fluctue et présente un minimum de 70 € par habitant en 2011 et un maximum de 126 € par habitant en 2012 ;
- fonds de Compensation pour la TVA pour un montant de 222 000 € (13 %), soit 39 € par habitant, ratio voisin de la valeur moyenne de la strate.

L'endettement de Sainte-Marie-aux-Mines au 31 décembre 2013 peut s'évaluer à partir de trois critères : l'encours de la dette, l'annuité de la dette et sa capacité de désendettement :
- l'encours de la dette pour une valeur totale de 4 280 000 €, soit 759 € par habitant, ratio inférieur de 14 % à la valeur moyenne pour les communes de la même strate (881 € par habitant). Pour la période allant de 2009 à 2013, ce ratio augmente de façon continue de 694 € à 759 € par habitant[A2 5] ;
- l'annuité de la dette pour une valeur totale de 565 000 €, soit 100 € par habitant, ratio inférieur de 11 % à la valeur moyenne pour les communes de la même strate (112 € par habitant). Pour la période allant de 2009 à 2013, ce ratio augmente de façon continue de 94 € à 100 € par habitant[A2 5] ;
- la capacité d'autofinancement (CAF) pour un montant de 259 000 €, soit 46 € par habitant, ratio inférieur de 75 % à la valeur moyenne pour les communes de la même strate (181 € par habitant). Sur les 5 dernières années, ce ratio fluctue et présente un minimum de 46 € par habitant en 2013 et un maximum de 91 € par habitant en 2010[A2 6]. La capacité de désendettement est élevé d'un montant de 16 années en 2013. Sur une période de 14 années, ce ratio présente un minimum d'environ 4 années en 2003 et un maximum en 2013.

### Label Pays d'art et d'histoire du Val d'Argent
Sainte-Marie-aux-Mines fait partie, avec Sainte-Croix-aux-Mines, Lièpvre et Rombach-le-Franc, du label Pays d'art et d'histoire du Val d'Argent (Val de Lièpvre), signé avec le ministère de la Culture et de la communication en octobre 2005. Ce label reconnaît la richesse du patrimoine local et l'histoire particulière du Val d'Argent et de son bourg centre. Des animations sont menées à l'attention des habitants, des élèves et des touristes. L'objectif est de transformer l'image du Val d'Argent au travers notamment d'une meilleure connaissance de son histoire. À ce titre, des visites guidées se déroulent de mai à novembre sur l'ensemble du territoire.

### Jumelages
| Ville | Ville    | Pays | Pays      | Période     |
| ----- | -------- | ---- | --------- | ----------- |
|       | Bruchsal |      | Allemagne | depuis 1989 |
|       | Tržič    |      | Slovénie  | depuis 1966 |

## Population et société

### Démographie

#### Évolution démographique
L'évolution du nombre d'habitants est connue à travers les recensements de la population effectués dans la commune depuis 1793. Pour les communes de moins de 10 000 habitants, une enquête de recensement portant sur toute la population est réalisée tous les cinq ans, les populations de référence des années intermédiaires étant quant à elles estimées par interpolation ou extrapolation. Pour la commune, le premier recensement exhaustif entrant dans le cadre du nouveau dispositif a été réalisé en 2008.

En 2022, la commune comptait 4 945 habitants, en évolution de −3,38 % par rapport à 2016 (Haut-Rhin : +0,66 %, France hors Mayotte : +2,11 %).
| 1793  | 1800  | 1806  | 1821  | 1831  | 1836   | 1841   | 1846   | 1851   |
| ----- | ----- | ----- | ----- | ----- | ------ | ------ | ------ | ------ |
| 4 559 | 6 158 | 7 494 | 8 089 | 9 961 | 11 542 | 11 429 | 11 548 | 11 613 |

| 1856   | 1861   | 1866   | 1871   | 1875   | 1880   | 1885   | 1890   | 1895   |
| ------ | ------ | ------ | ------ | ------ | ------ | ------ | ------ | ------ |
| 11 660 | 12 332 | 12 425 | 12 322 | 11 661 | 11 524 | 11 407 | 11 870 | 11 584 |

| 1900   | 1905   | 1910   | 1921  | 1926  | 1931  | 1936  | 1946  | 1954  |
| ------ | ------ | ------ | ----- | ----- | ----- | ----- | ----- | ----- |
| 12 373 | 12 363 | 11 778 | 9 623 | 9 469 | 9 011 | 9 061 | 7 930 | 8 078 |

| 1962  | 1968  | 1975  | 1982  | 1990  | 1999  | 2006  | 2008  | 2013  |
| ----- | ----- | ----- | ----- | ----- | ----- | ----- | ----- | ----- |
| 7 897 | 7 417 | 6 703 | 6 358 | 5 767 | 5 816 | 5 604 | 5 536 | 5 193 |

| 2018  | 2022  | - | - | - | - | - | - | - |
| ----- | ----- | - | - | - | - | - | - | - |
| 5 072 | 4 945 | - | - | - | - | - | - | - |

#### Pyramide des âges
En 2019, le taux de personnes d'un âge inférieur à 30 ans s'élève à 33,4 %, soit un taux comparable à la moyenne départementale (33,8 %). Le taux de personnes d'un âge supérieur à 60 ans (28,1 %) est supérieur au taux départemental (26,1 %).
En 2019, la commune comptait 2 486 hommes pour 2 568 femmes, soit un taux de 50,81 % de femmes, inférieur au taux départemental (51,01 %).
Les pyramides des âges de la commune et du département s'établissent comme suit :
| Hommes | Classe d’âge | Femmes |
| ------ | ------------ | ------ |
| 0,6    | 90 ou +      | 2,4    |
| 8,0    | 75-89 ans    | 11,1   |
| 16,2   | 60-74 ans    | 17,9   |
| 23,9   | 45-59 ans    | 23,0   |
| 16,6   | 30-44 ans    | 16,5   |
| 17,7   | 15-29 ans    | 15,3   |
| 17,0   | 0-14 ans     | 16,8   |

| Hommes | Classe d’âge | Femmes |
| ------ | ------------ | ------ |
| 0,6    | 90 ou +      | 1,6    |
| 7,1    | 75-89 ans    | 9,5    |
| 17,4   | 60-74 ans    | 17,8   |
| 21,4   | 45-59 ans    | 20,9   |
| 18,7   | 30-44 ans    | 18,6   |
| 16,9   | 15-29 ans    | 15,2   |
| 17,9   | 0-14 ans     | 16,5   |

### Manifestations culturelles et festivités

#### Mineral & Gem

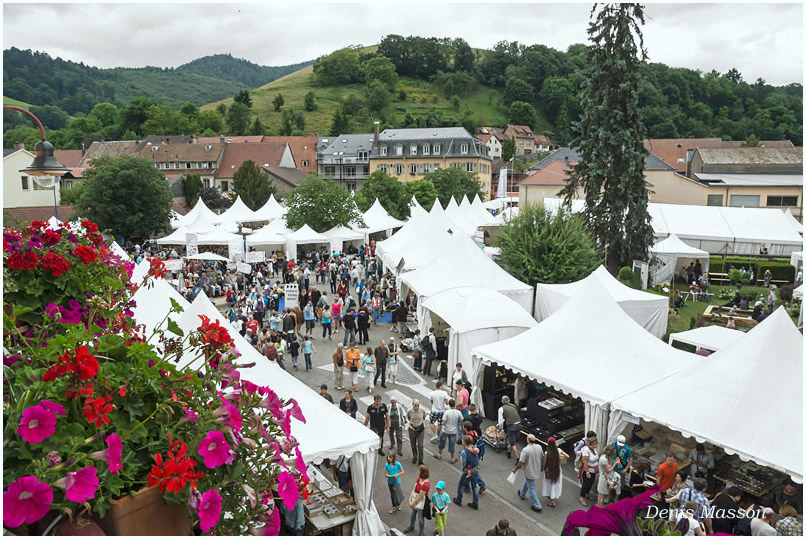
Mineral & Gem (2012)

À Sainte-Marie-aux-Mines est organisée chaque année depuis 1962 une bourse internationale annuelle de minéraux, gemmes, bijoux, fossiles et météorites où exposent minéralogistes et collectionneurs.
En 2012, cette bourse internationale a pris le nom d'exposition internationale « Mineral & Gem à Sainte-Marie-aux-Mines ». Elle constitue la deuxième plus grande manifestation en ce domaine au niveau mondial et la première en Europe. Ce salon rassemble en effet près de 42 000 visiteurs à chaque édition.

### Enseignement
Un collège public d'enseignement secondaire, le collège Jean-Georges Reber, un lycée public d'enseignement général et professionnel, le lycée Louise Weiss, deux écoles maternelles, l'école des Lucioles et l'école De Lattre, ainsi que deux écoles primaires, André-Aalberg (public) et Sainte-Geneviève (privée) sont installés à Sainte-Marie-aux-Mines.

### Santé
L'hôpital Chenal, du nom d'un ancien maire de la commune Abraham Chenal (1766-1826), est ouvert en 1830. Un nouveau bâtiment est construit en 1899. L'hôpital, qui compta jusqu'à 35 lits, est fermé en 1970. En 2015, l'ancien hôpital est réhabilité en pôle médical comportant trois kinésithérapeutes, un magasin de matériel médical et sept appartements.

## Culture locale et patrimoine

### Lieux et monuments

#### Patrimoine religieux

##### Ancienne église paroissiale Saint-Louis

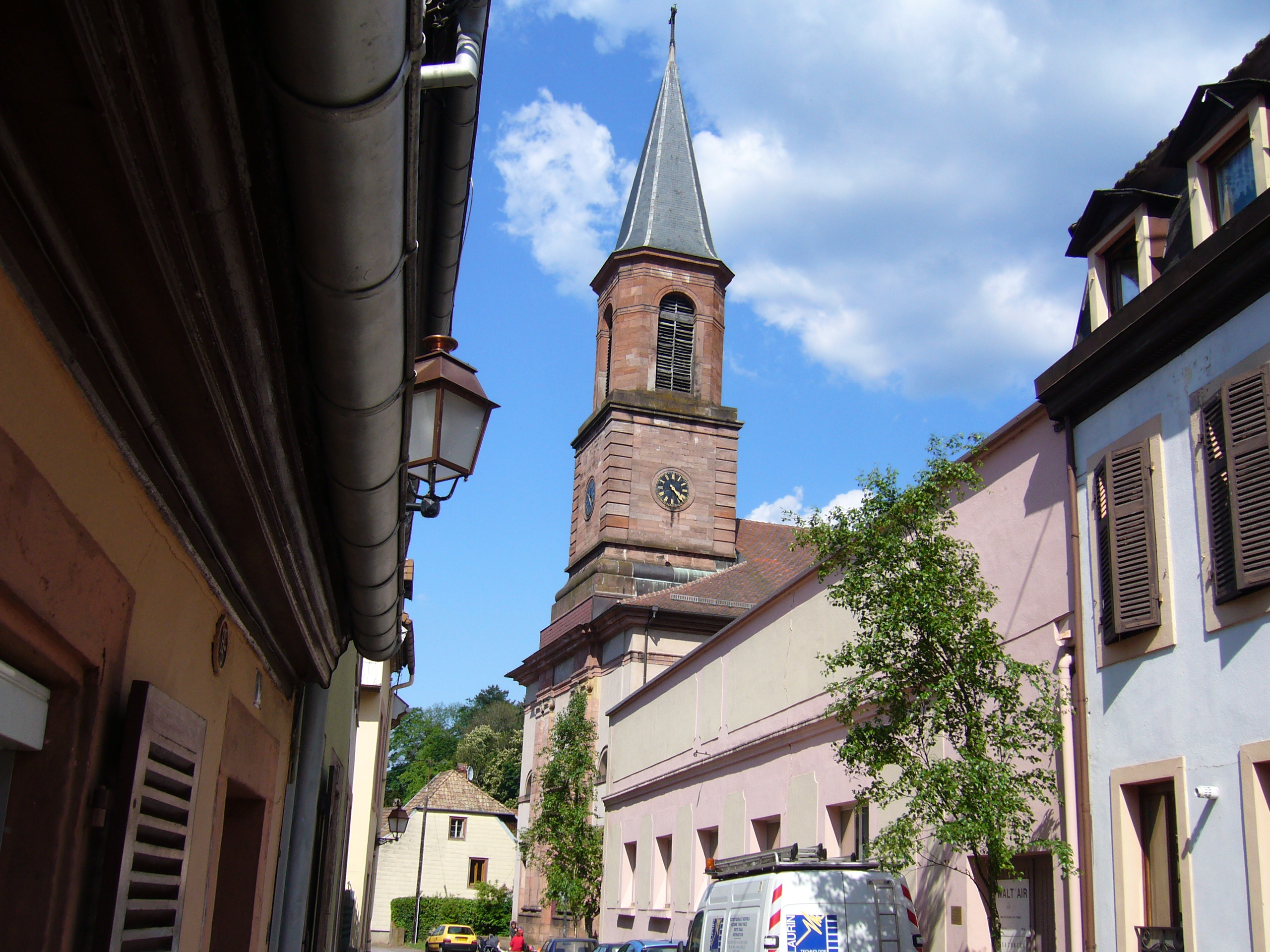
Église Saint-Louis.

Située rue Saint-Louis, l’église paroissiale Saint-Louis a été bâtie en 1674 grâce à un don du roi de France, Louis XIV, qui s'était déplacé à Sainte-Marie-aux-Mines en 1673. Elle n’aura cependant survécu que cent quatre-vingts ans. Elle sera détruite en 1854 pour faire place à l’église actuelle.

##### Église Saint-Pierre-sur-l'Hâte à Échéry

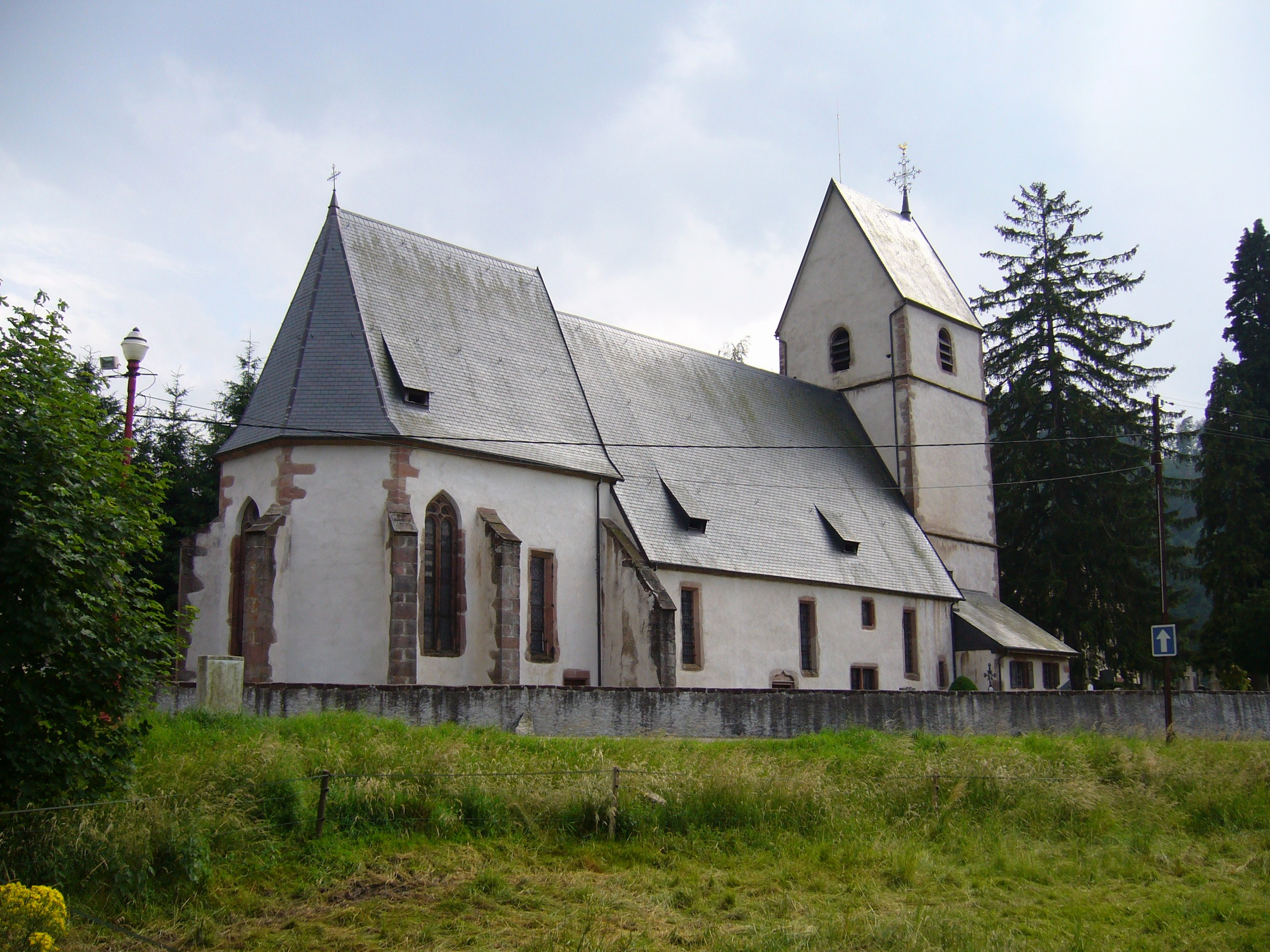
L'église Saint-Pierre-sur-l'Hâte à Échéry.

L’église d’Échéry est maintenant située à Saint-Pierre-sur-l’Hâte. Dédiée d’abord à saint Guillaume, en hommage à un pieux anachorète qui vivait au val de Lièpvre vers le milieu du Xe siècle et dont la fête se célébrait le troisième jour des nones de novembre, elle ne fut placée que plus tard sous le vocable de saint Pierre. C'est au cours des XVe et XVIe siècles que fut construite l'église telle que nous la voyons actuellement.
Desservant particulièrement la communauté des mineurs d'Échéry, elle a la particularité d'être devenue un temple protestant réformé à partir de la deuxième moitié du XVIe siècle. Le chœur a été rendu au culte catholique par le simultaneum de Louis XIV en 1686, la nef restant affectée au culte protestant. C'est toujours aujourd'hui une « église simultanée ». Elle a été inscrite le 15 novembre 1932 à l'inventaire des monuments historiques,,,.

##### Église Sainte-Madeleine

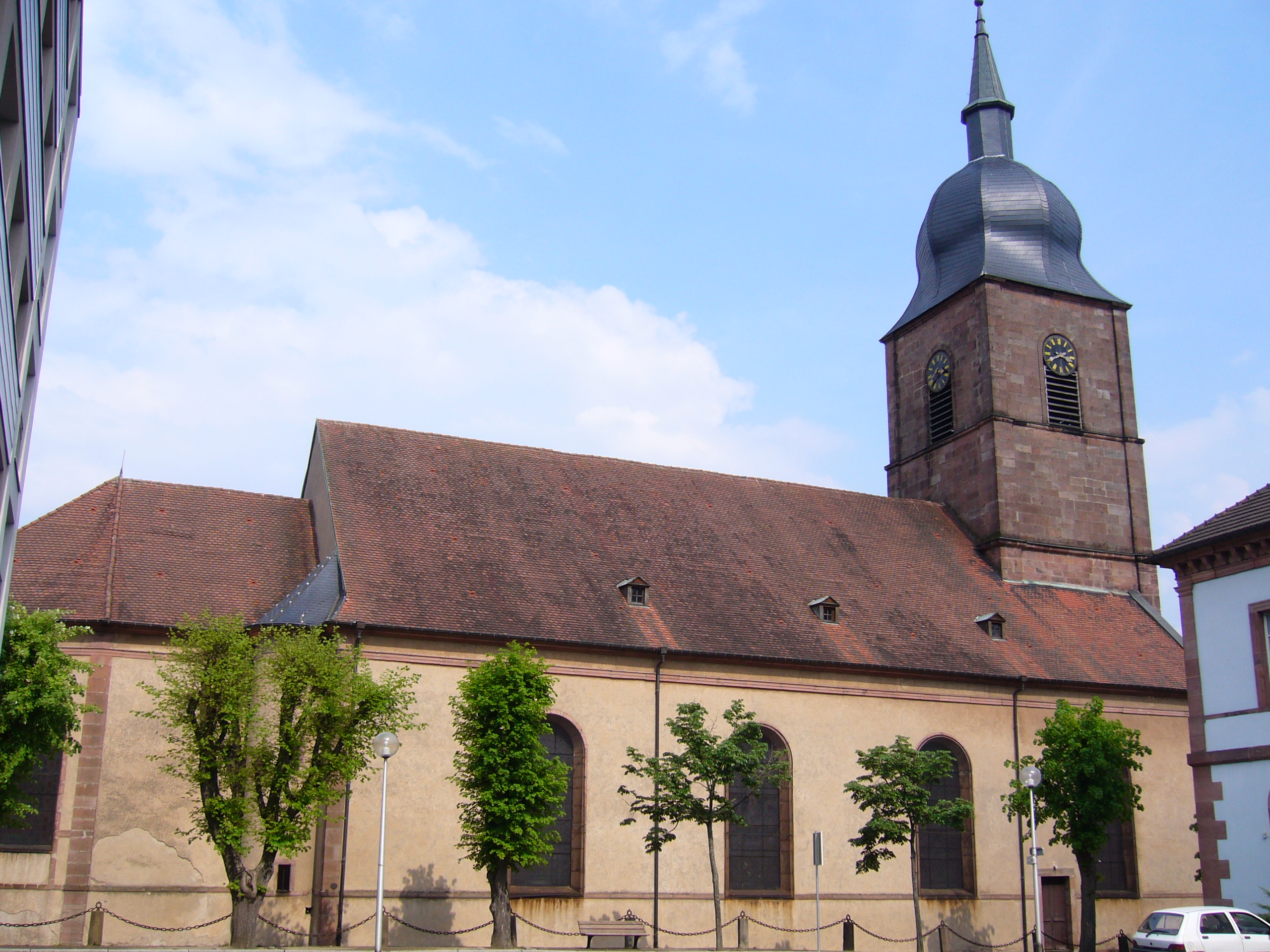
Église Sainte-Madeleine.

L'église Sainte-Madeleine, construite en 1757, est une église de style lorrain à tendance baroque, présentant un clocher à bulbe. Avec la maison curiale et l'hôtel de ville, elle occupe aujourd'hui l'emplacement de l'ancien château, ou châtelet, qui était la demeure des ducs de Lorraine. Par la suite, ce château fut occupé par l'entrepreneur des mines qui y avait établi une manufacture de galons d'or et d'argent. L'église Sainte-Madeleine présente une façade massive et est surmontée d'un clocher à bulbe. Les églises de ce style sont très nombreuses dans les départements lorrains. Elle a succédé à la première église catholique de la ville, dont on a retrouvé les vestiges à proximité ; ce sanctuaire dédié à sainte Marie-Madeleine est sans doute à l'origine du nom de la ville.

##### Église luthérienne dite des chaînes

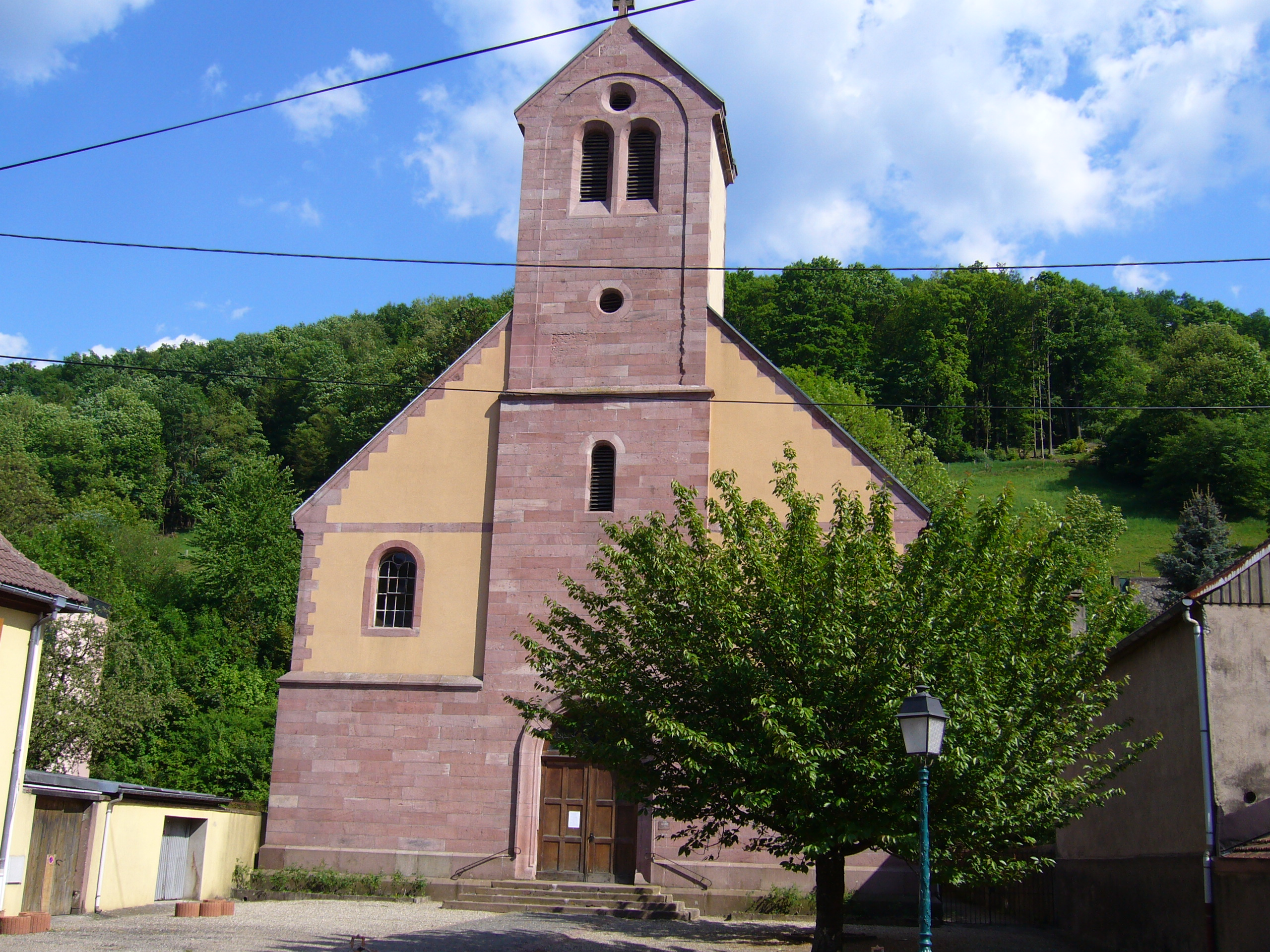
Église luthérienne dite des chaînes.

L'église luthérienne dite des chaînes, est située 81 rue Saint-Louis. Elle a remplacé en 1846 une église plus ancienne dite l'église Sur-le-Pré, devenue trop petite et qui était également trop excentrée par rapport au centre-ville, qui desservait à l'origine la communauté luthérienne germanophone. Elle doit son nom d'église « des Chaînes » aux grosses chaînes qui fermaient la cour.
Divers mobiliers se trouvant à l'intérieur de l'église luthérienne actuelle ont été classés dans l'inventaire des monuments historiques (I.M.H 1985). Parmi ces mobiliers remarquables on trouve notamment la descente de croix, les tribunes, la chaire en chêne et son double escalier (1935), et l'orgue de Callinet de 1846. Les vitraux datés du début du XXe siècle ont également attiré l'attention des Monuments historiques en 1995. La cloche de l'Église-Sur-le-Pré, datée de 1810, est exposée à l'entrée de l'église des chaînes. L'église des chaînes a été rénovée en 2002.

##### Temple réformé

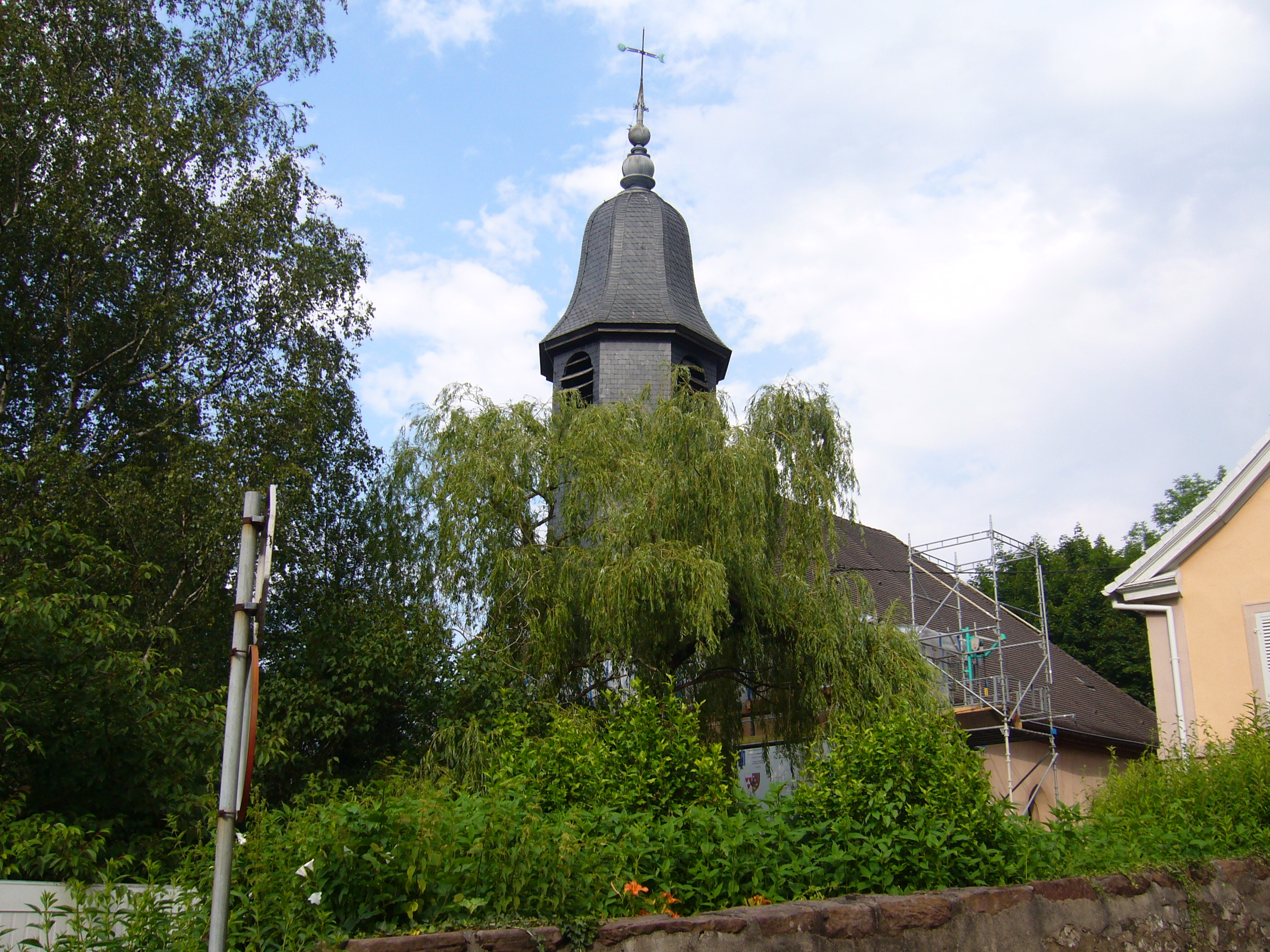
Temple réformé.

Situé 23 rue du Temple, il a été inauguré le premier octobre 1634 et est l'un des plus vieux temples que la France ait conservés. Les lieux de culte réformés étaient jusqu'alors situés à Échéry (église Saint-Pierre-sur-l'Hâte) et à Fertrupt. Il a été classé le 13 janvier 1994,,. Il contient un tableau commémorant Michel Paira (XIXe siècle) du pasteur Christophe Merian et son fils (XVIIIe siècle) et un orgue ancien,.

##### Chapelle Saint-Mathieu

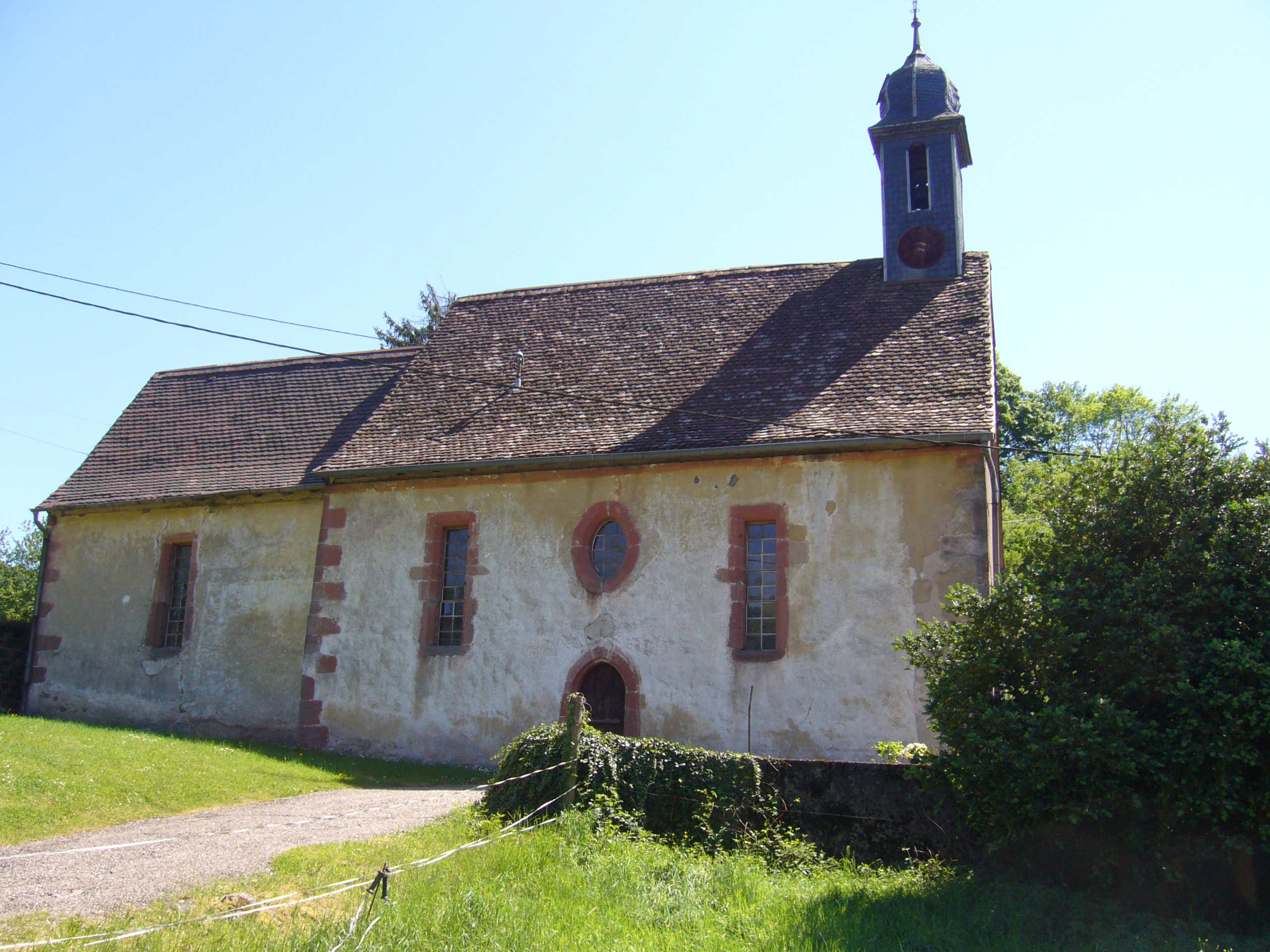
Chapelle Saint-Blaise.

La chapelle est mentionnée dès 1634 et on peut voir son portrait dans la grande salle du conseil de l'hôtel de ville en 1722. À l'origine cette chapelle était dédiée à saint Nicolas et appartenait à un habitant de Sainte-Marie-aux-Mines du nom de Mathieu. Elle était à l'origine dédiée à saint Nicolas. En 1793, cette chapelle est vendue comme bien national à un particulier de Sainte-Marie-aux-Mines qui porte le nom de Mathieu et qui l'utilise comme entrepôt. En 1824, les héritiers en font don à la paroisse Sainte-Madeleine, puis elle est restaurée. La chapelle conserve un grand autel sculpté provenant sans doute de l'ancien couvent des Cordeliers,.

##### Chapelle du Sacré-Cœur à Echéry

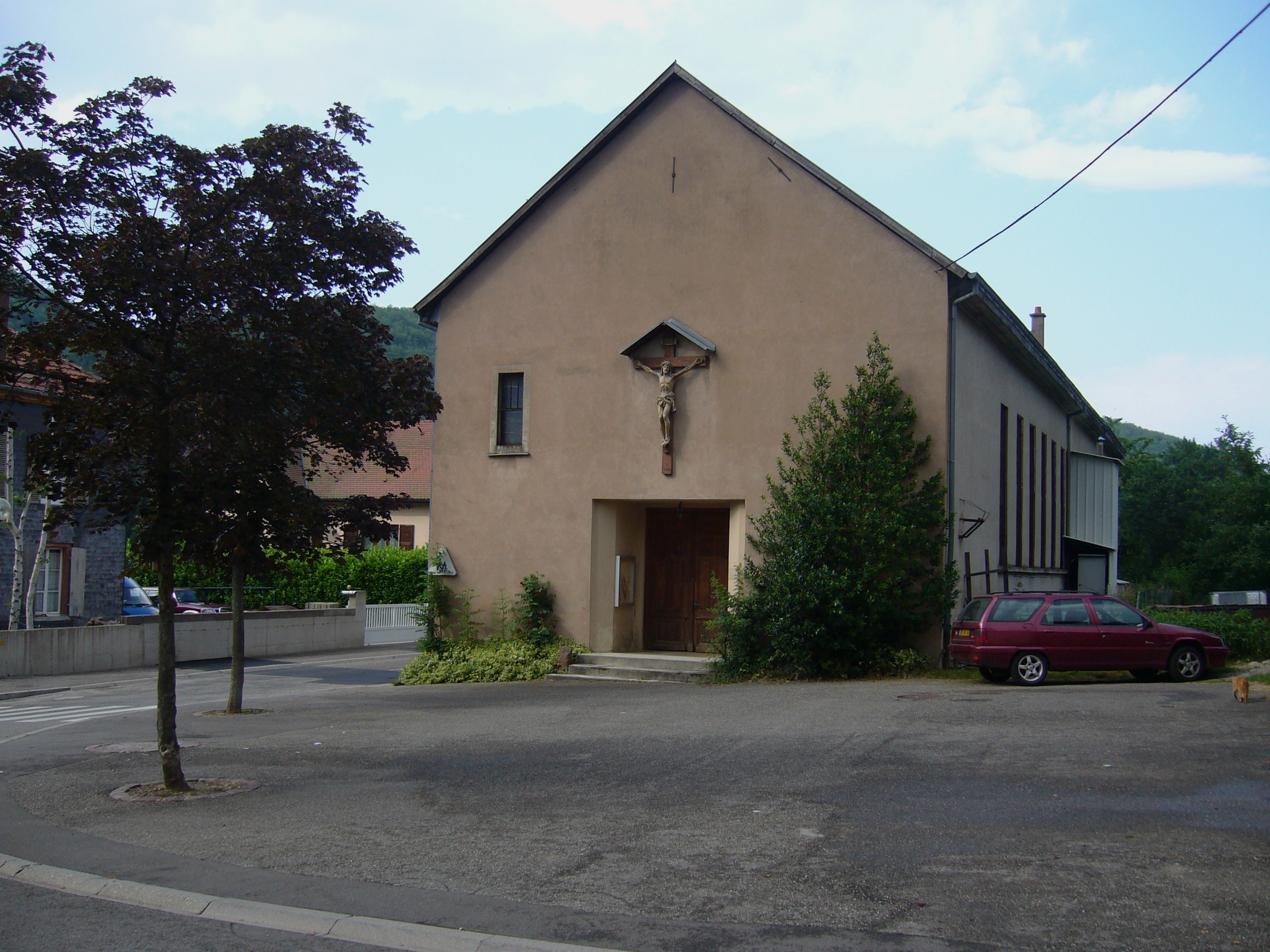
Chapelle du Sacré-Cœur à Echéry.

Le terrain sur lequel fut bâtie la chapelle du Sacré-Cœur appartenait à Monsieur Frédéric-Louis Weisgerber où existait alors une usine textile qui passa ensuite aux Établissements Koenig. Le bâtiment a été transformé en chapelle en 1932. Les habitants du hameau d'Échéry se rendaient aux offices dominicaux, ce qui leur évitait de se déplacer jusqu'à la ville.

##### Chapelle de Fertrupt (1612)

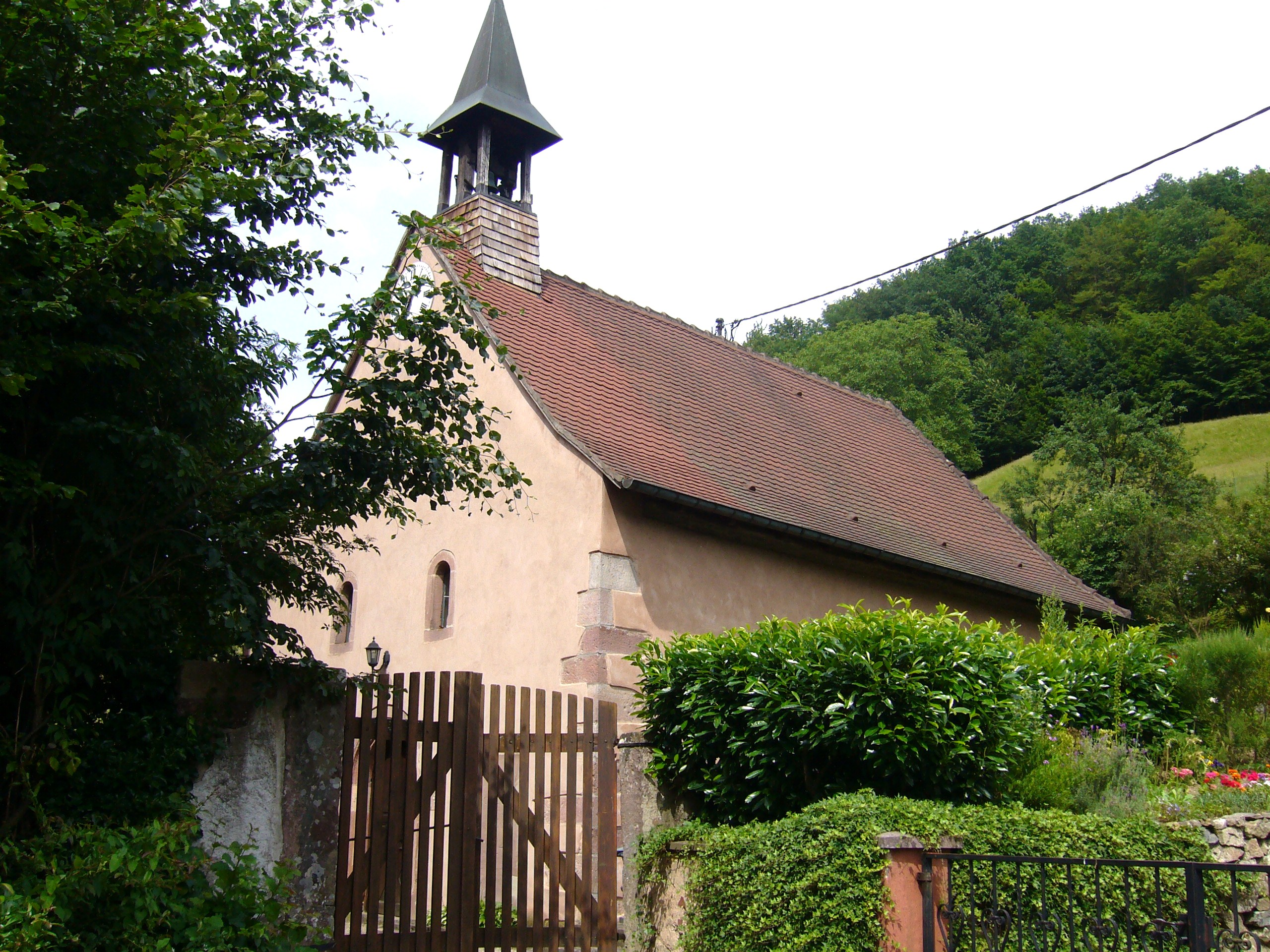
Chapelle de Fertrupt construite en 1612.

Cette chapelle construite à la fin du XVIe siècle était le lieu de culte des mineurs. On y voit encore le marteau et la pointerolle sculptés au-dessus du portail. L'édifice de style Renaissance conserve quelques vestiges de l'Église-sur-Pré : la chaire, la balustrade, la pierre tombale de Christian de Schwengsfeld (1685-1740) ou encore l'agneau pascal. La chapelle a été restaurée par des bénévoles en 1986,,. L'abbé Grandidier a rapporté qu'à son époque (deuxième moitié du XVIIIe siècle) les luthériens ne célébraient plus aucun culte dans leur chapelle de Fertrupt, mais qu'ils l'utilisaient principalement pour les enterrements, ce qui fut en effet le cas jusqu'en 1842. On raconte que lors des obsèques d'un membre de la hiérarchie minière, le sol de l'édifice s'effondra sous le poids du cercueil en plomb. Le sous-sol était truffé de galeries minières. Quelques hautes personnalités y furent inhumées :
- le docteur Jean Christophe Kast, né à Strasbourg, médecin personnel du duc Stanislas. Il était très versé dans la médecine et la botanique. Décédé le 13 décembre 1754 à Lunéville. Il est enterré dans la chapelle de Fertrupt.
- J.H. Barth, archiviste de la ville de Strasbourg, décédé à l'âge de 42 ans en 1755
- Jean Jacques Saur, concessionnaire des mines de Sainte-Marie-aux-Mines Lorraine, décédé en  1757 à l'âge de 70 ans. Il jouissait d'une grande estime auprès du duc de Lorraine dont il était le banquier à Sainte-Marie-aux-Mines. Il avait deux fils, tous nés à Sainte-Marie-aux-Mines, Jean-Jacques né en 1716 et Jean Daniel né en 1721. Tous deux étaient de célèbres minéralogistes.
- Juliana Dorothée Weidner, épouse de Philippe Albert Weidner, officier, décédée en 1758 à l'âge de 84 ans.

##### Chapelle de la Madeleine

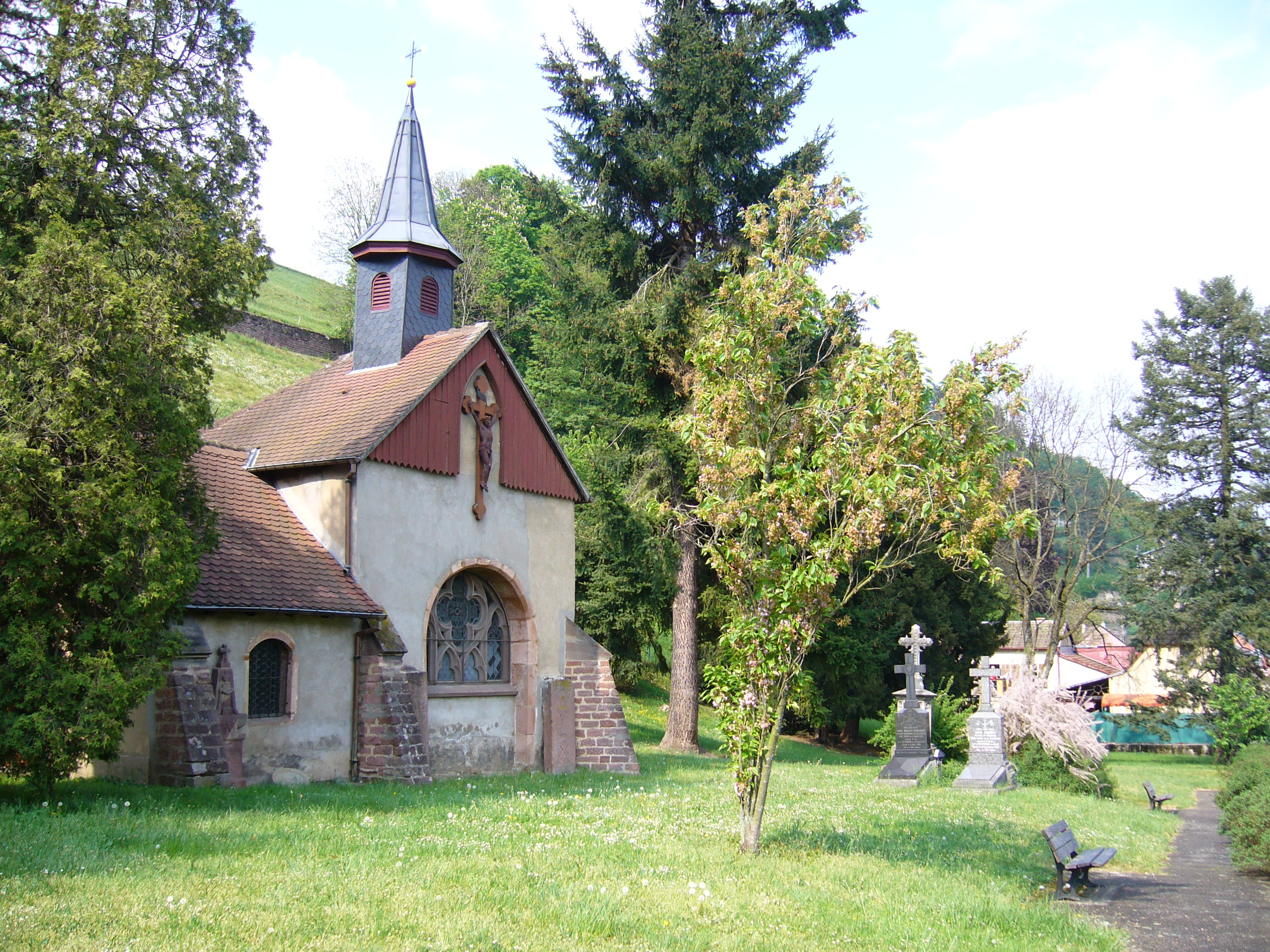
Chapelle de la Madeleine située à côté de l'ancien cimetière.

Située rue du Docteur Muhlenbeck à l'ancien emplacement où s'élevait jadis l'église de Sainte-Madeleine et à côté de l'ancien cimetière. Aujourd'hui, seul le chœur originel subsiste encore. La nef a été détruite en 1756. Au début du XVIIIe siècle cette ancienne église était encore rattachée au prieuré de Lièpvre dont les moines administraient la paroisse. Depuis 1613 l'ancienne église de Sainte-Madeleine est détachée du prieuré de Lièpvre pour devenir une paroisse indépendante avec son propre curé. Entre 1888 et 1889 cette chapelle fait l'objet de travaux pour rénover ce qui pouvait l'être et donner un aspect plus présentable à l'édifice qui commençait à tomber en ruine. On peut encore trouver actuellement dans cette chapelle d'anciens vestiges de peintures murales qui datent des XIVe et XVe siècles et qui ont été rénovés en 1992. Autour de cette chapelle se trouve un ancien cimetière où reposent les curés de l'ancienne église Sainte-Madeleine dont notamment le curé Cornette. Classement du 6 décembre 1898 - Inscrit le 22 mars 1934.

##### Églises disparues

###### Église sur le pré
Vers le XVIe siècle, à l’époque où le protestantisme commençait à s’introduire dans la partie des terres appartenant à la seigneurie de Ribeaupierre, trois églises catholiques s’élevaient dans la partie alsacienne du Val de Lièpvre : l’église de Saint-Pierre-sur-l'Hâte (donnée en 1561 aux réformés), la chapelle Saint-Blaise (qui a ensuite desservi les mineurs luthériens de St-Blaise) et l’église sur le pré (occupée par les mineurs luthériens de Sainte-Marie). Des trois églises, seules les deux premières existent encore, la troisième a disparu en 1881,. Située autrefois sur l'ancien pré de la Mattenkirch (actuellement rue Robert Zeller), cette église n'existe plus aujourd'hui. Cette paroisse utilisée par l'ensemble des luthériens fut détruite par le feu le 6 octobre 1754. Elle avait été construite en 1542, puis après l'incendie reconstruite vers 1757. Elle fut démontée en 1880. À côté de cette chapelle, il y avait un cimetière où reposaient de hauts fonctionnaires des mines, dont les familles Pfeffinger, Kroeber, Finck, Saur, Schreiber et plusieurs tombes de la famille Schwengsfeld, ainsi que celle du Landrichter Jean Philippe Von der Lippe qui exerçait au commencement du XVIIe siècle.

###### Couvent des Cordeliers
En 1617, Henri II (1563-1624), duc de Lorraine, envoya à Sainte-Marie-aux-Mines quelques cordeliers de la maison de Raon-l'Étape pour assister le curé et lutter contre le protestantisme. Leur maison, établie dans la partie lorraine à l'emplacement où se trouve aujourd'hui la CMDP du Val d'Argent, fut en partie incendiée le 13 mars 1777 : le père Gay, gardien, c'est-à-dire supérieur du couvent depuis 1774, s'était endormi avec sa chandelle allumée ; il sera la seule victime de cet incendie. La rénovation, commencée dès le 12 juillet de la même année, fut entièrement achevée en 1786. La popularité du couvent des Cordeliers incitait certains bourgeois catholiques importants à demander à se faire inhumer dans l'église, par exemple Antoine Narbey qui le demande dans son testament en 1731, ou Nicolas Lamouche, prévôt, avocat de la cour souveraine, qui est inhumé dans l'église le 11 juillet 1755. Le couvent des Cordeliers était sous l'invocation de saint Jean Baptiste et le grand autel sous son nom. Il y avait dans la nef deux autels collatéraux, l'un dédié à saint François et l'autre à saint Antoine. Avant l'incendie de 1770 il y avait jusqu'à 18 religieux. En 1790, ils étaient encore treize. Les moines vivaient en grande partie des aumônes que recueillait le père gardien du couvent tous les vendredis chez les habitants de Sainte-Marie-aux-Mines sans distinction de religion. À la Révolution, l'immeuble des Cordeliers est déclaré bien national.
Parmi les cordeliers qui se sont illustrés dans l'histoire :
- Joseph Léopold Gay, 1774 qui périt dans l'incendie de 1777,
- Antoine Mathebs de Bergheim, 1791, né le 6 mai 1748, gardien du couvent des Cordeliers de Sainte-Marie-aux-Mines. Il refuse de prêter serment à la Constitution civile du clergé et est arrêté au cours d'une messe. Il est d'abord déporté à Rochefort puis à l'île d'Aix où il meurt le 12 août 1794 à 46 ans en déportation et où il est inhumé[76].

###### Synagogue dite de "Markirch"
La synagogue de Sainte-Marie-aux-Mines (Markirchner Schul en judéo-alsacien), construite sur la rue Weinsberger sur des fondations datant du XVe siècle, a été consacrée en 1851 et détruite en 1941, pendant la Deuxième Guerre mondiale.

#### Monuments commémoratifs
- Monument aux morts sur la petite place face au Trésor Public[78],[79], érigé en 1925[80],[81] avec les plaques suivantes : plaque commémorative des Malgré-nous, plaque commémorative victimes civiles 1914-1918, plaque commémorative victimes civiles et militaires 1939-1945, plaque commémorative A.F.N.,
- Plaque commémorative 1914-1918 sur le mur de l'église réformée (aux membres de la paroisse réformée victimes du conflit)[78],
- Plaque commémorative, à la mémoire d'André Aalberg (1913-1943), compagnon de la Libération, sur le mur de l'école de la rue Narbey[78],
- au col de Sainte-Marie, stèle commémorative 1914-1918, stèle commémorative du 21/23 R.I.F. (combats du 18 au 22 juin 1940), nécropole nationale du col de Sainte-Marie, cimetière militaire français[78],
- Monument commémoratif des déportés slovènes (Deuxième Guerre mondiale) dans le square Slovène, face au théâtre ; ces déportés furent internés à Sainte-Marie-aux-Mines à partir de 1943 par les autorités allemandes et exploités comme main-d’œuvre dans l'usine souterraine (la "Markich Gross Kellerei") installée dans une partie du tunnel pour y fabriquer des pièces de moteurs d’avions et de fusées V1. Les Saint-Mariens leur ayant apporté nourriture et réconfort, les survivants tiendront à en remercier la ville. Cet épisode est à l'origine du jumelage avec la commune slovène de Tržič en 1966[82].
- Nécropole militaire allemande de Mongoutte (un millier de victimes des combats de 1914-1918 plus une centaine de victimes de ceux de 1944), situé à l'entrée est de Sainte-Marie-aux-Mines non loin du cimetière Saint-Guillaume, remarquable par le soin de son aménagement, notamment le portail d'entrée et la croix monumentale centrale de 12 mètres de haut[83].

#### Autres éléments de patrimoine

##### Hôtel de ville

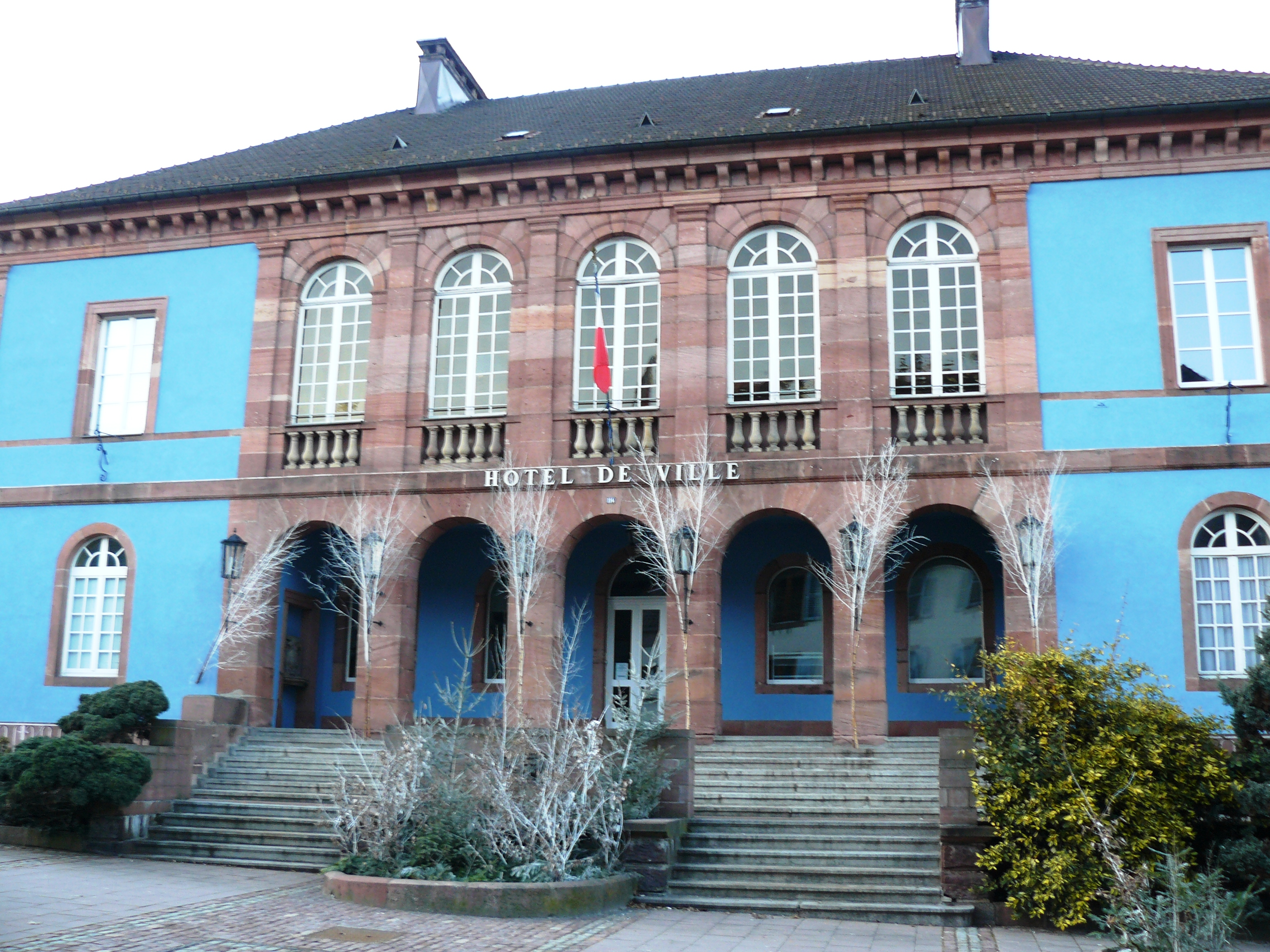
Hôtel de ville de Sainte-Marie-aux-Mines.

L'hôtel de ville a été édifié d'abord en 1833 sur l'emplacement d'un bâtiment qui fut appelé "le Châtelet" occupé par les représentants du duc de Lorraine. Cet immeuble devenu vacant tombait en ruine et fut démoli en 1880. On a toutefois conservé  une tourelle qui aurait servi de cage d'escalier à Madame de Ribeaupierre, ancienne propriétaire. On a fixé sur cette tourelle un bloc de galène (sulfure naturel de plomb) sculpté en écusson, armes parlantes de la ville, témoignage de son ancienne richesse, c'est-à-dire, les mines. En 1957 l'édifice fut entièrement rénové auquel il a été rajouté un bâtiment abritant le Syndicat d'initiative pour devenir ensuite la gare routière de la SNCF. Les premières élections au suffrage universel du 26 février 1790 ont porté à la mairie Nicolas François Lamouche, avocat devenu le premier maire de la ville réunifiée.

##### Maison place Keufer

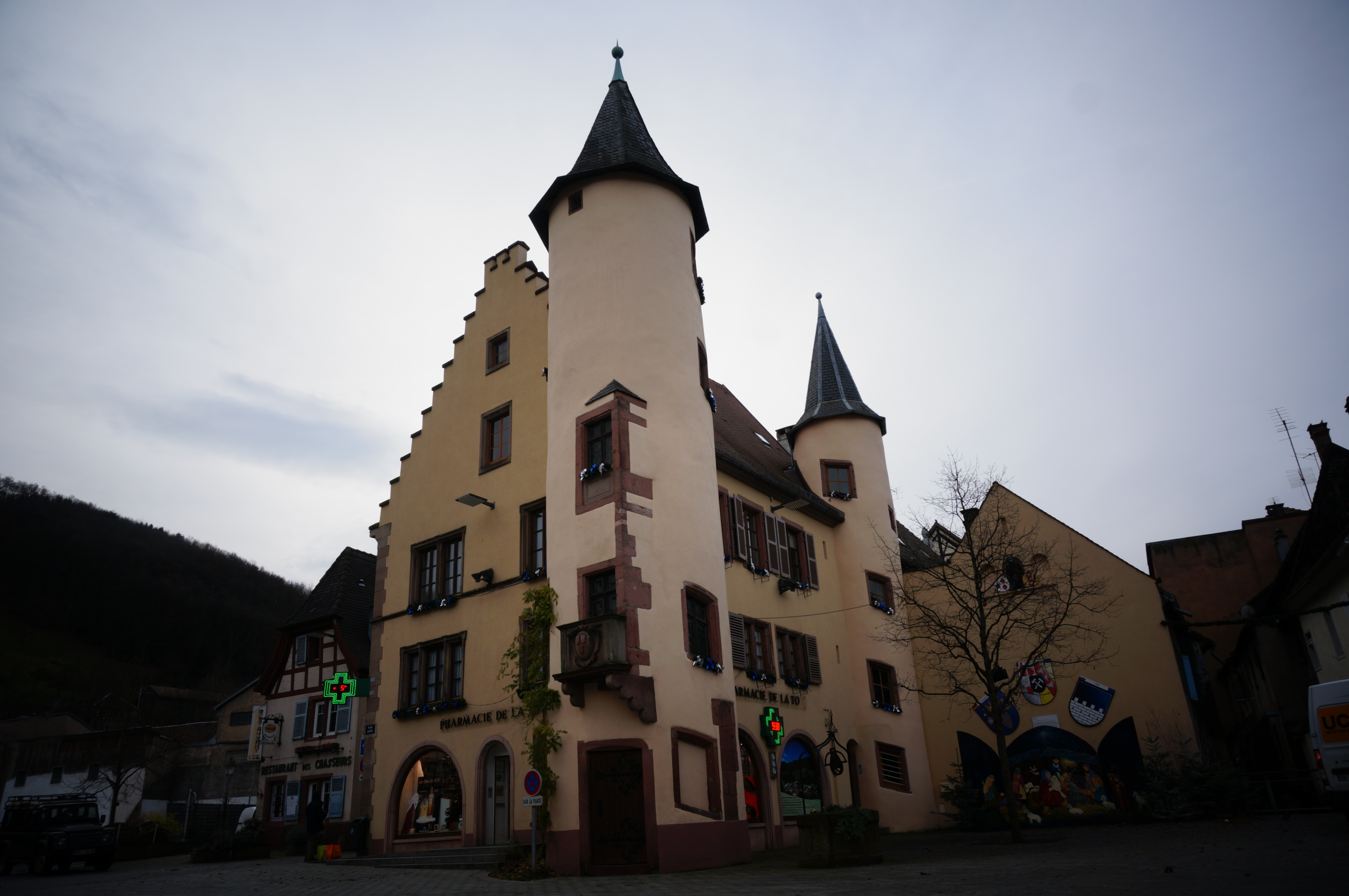
La place Keufer et la pharmacie.

Ancienne construction sur la partie alsacienne datant du XVIe siècle, elle a accueilli les officiers des mines, puis l'hôtel de ville alsacien de Sainte-Marie, puis le collège de la ville, elle est actuellement une pharmacie. Elle utilisait toute la largeur de la place, mais fut remaniée au XIXe siècle puis, pour agrandir les rues elle fut réduite en longueur en 1881. De style allemand, elle a une façade à pignon à redents, un oriel décoré d'une galène argentifère et du blason des Ribeaupierre sur le balcon de l'oriel,.

##### Autres bâtiments remarquables
- Théâtre municipal : 2, rue Osmont - Inscrit le 16 juillet 1997[86]. Ce théâtre a été construit par l'architecte strasbourgeois Gustave Oberthür.
- Maison Blech : 29, rue Reber  -  Inscrit le 20 décembre 1988  - Classé le 23 mars 1998[87],[88].
- Maison Renaissance de 1589 et son mineur[89].
- Porte datée de 1596 : 8, rue Weisgerber  -  Inscrit le 22 mars 1934 : maison Renaissance de 1596[90].
- Château Lacour : situé 237, rue Clemenceau est une ancienne demeure d'industriel classée depuis le 25 mai 1999[91],[92].
- Tour des mineurs : Inscrite le 22 mars 1934. Dominant le hameau d’Échéry, la tour des mineurs servait de prison et de tribunal pour les mineurs au XVIe siècle[93],[94],[95].
- Maison de l'industriel Léon Lang.

##### Mines d'argent
Patrimoine minier : Tellure mine d’argent, mine Saint-Louis Eisentür, mine Gabe-Gottes et mine Saint-Barthélemy, "Faunoux", "Jakobssmatten", "Kesseklweis-stanne", "Lemithal", "Rain de l'Horloge", "Rauenthal", "Steinkoepfel ", "Hirtzenberg", "Neuenberg "  -  Réseaux souterrains et vestiges de surface  -  Inscriptions le 20 décembre 1994.

##### Divers
- Cimetière de Sainte-Marie-aux-Mines.
- Porte du XVIIe siècle : 1, rue Jean-Paul-Kuhn  -  Classé le 22 mars 1934.

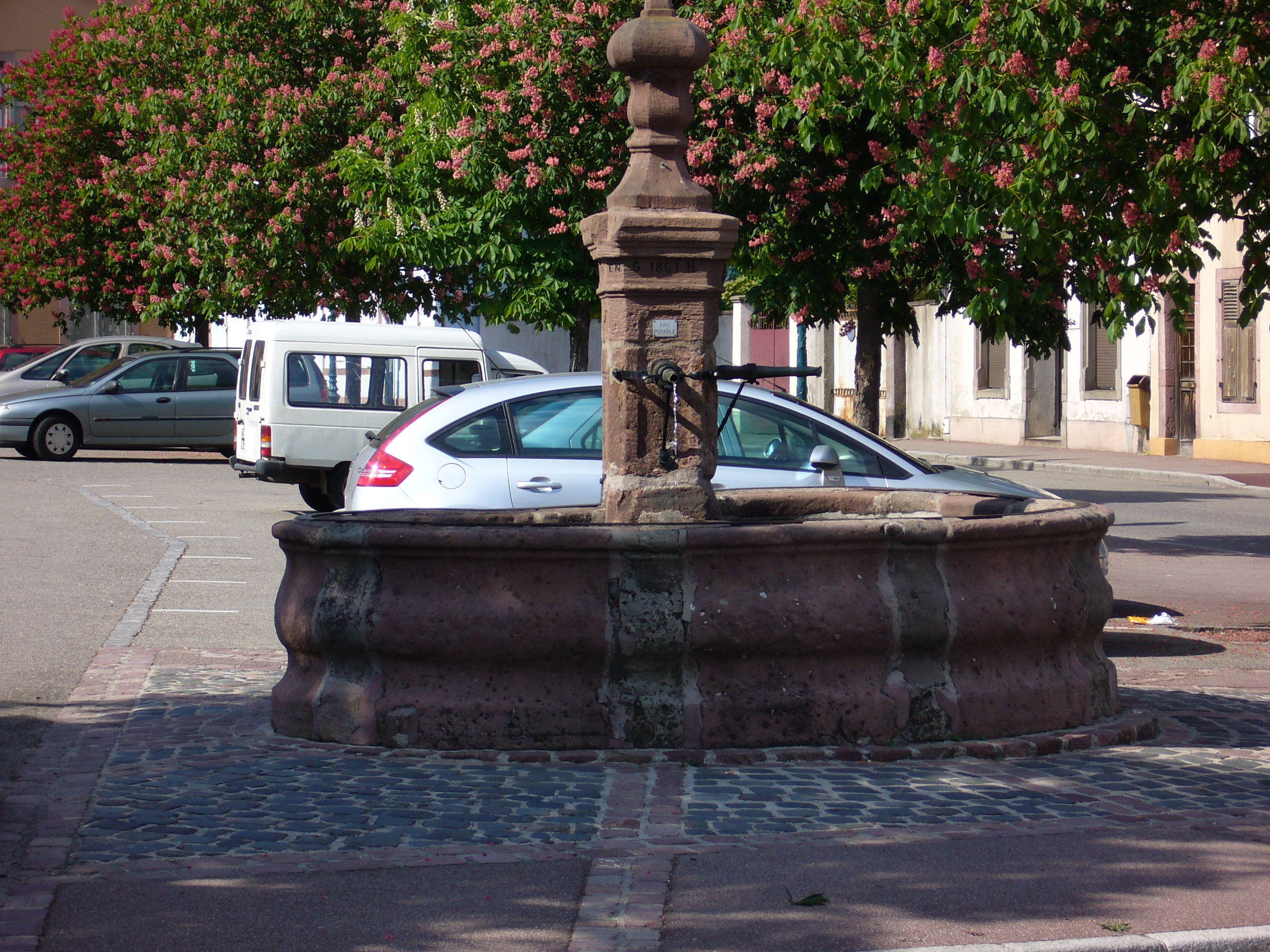
Vieille fontaine.

- Borne frontière : Située sur le pont du Bonduron, rue de la vieille poste, cette borne datée de 1722 marquait la frontière entre la Lorraine et l'Alsace. Ce pont était le seul passage permettant de franchir la Lièpvrette d'une suzeraineté à l'autre. Cette borne est scellée dans le parapet, au milieu du pont. Elle est formée d'une croix à double traverse, plus communément appelée « croix de Lorraine » et d'autre part des armoiries des Ribeaupierre[98].
- Jardins : 3, rue des Jardins - Porte du XVIIe siècle - Inscrit le 22 mars 1934.
- Fontaine du génie industriel, statue allégorique Le Printemps, œuvre de Mathurin Moreau[99].
- Musée de l'école : École et musée de l'école[100].
- Espace Musées en Val d'argent : musée minéralogique, musée du textile et musée du patrimoine minier.

### Personnalités liées à la commune
- André Aalberg, (1913 -1943), militaire et résistant, compagnon de la Libération[101].
- Jakob Amman (1644-1730), leader religieux, fondateur du mouvement amish.
- Jules Bourgeois (1847 -1911), entomologiste.
- Robert Bourgeois (1857-1945), géodésien, officier, homme politique et savant.
- Rodolphe Burger, musicien (Kat Onoma), professeur de philosophie.
- Laure Diebold (1915-1965), résistante, compagnon de la Libération[102],[103]
- Jules Drach (1871-1949), mathématicien.
- Sylvain Dufour, snowboardeur.
- Isidore Finance (1848-1918), figure du du mouvement ouvrier.
- Pierre Fluck, archéologue, docteur ès sciences, professeur émérite de l'Université de Haute Alsace.
- Hans Wilhelm Hagen (1907-1969), journaliste allemand et fonctionnaire nazi du NSDAP.
- Jacques Higelin (1940-2018), musicien.
- Auguste Keufer (1851-1924) syndicaliste, l'un des fondateurs de la CGT.
- Jean Mieg-Koechlin (1819 -1904), industriel et homme politique.
- Eugène Mühlenbeck (1829-1911), médecin, homme politique et historien.
- Michel Paira (1758-1827), banquier et philanthrope.
- Jean-Georges Reber (1731-1816), industriel, le fondateur de l'ndustrie textile à Sainte-Marie-aux-Mines.
- Eddie Slovik, l'unique soldat américain des deux guerres mondiales à avoir été exécuté pour désertion, périt près de la ville le 31 janvier 1945[104].
- Rachid Taha (1958-2018) chanteur.
- François Thomas (1670 -?), ingénieur
- Frédéric Weisgerber (1868-946m), médecin et géographe.

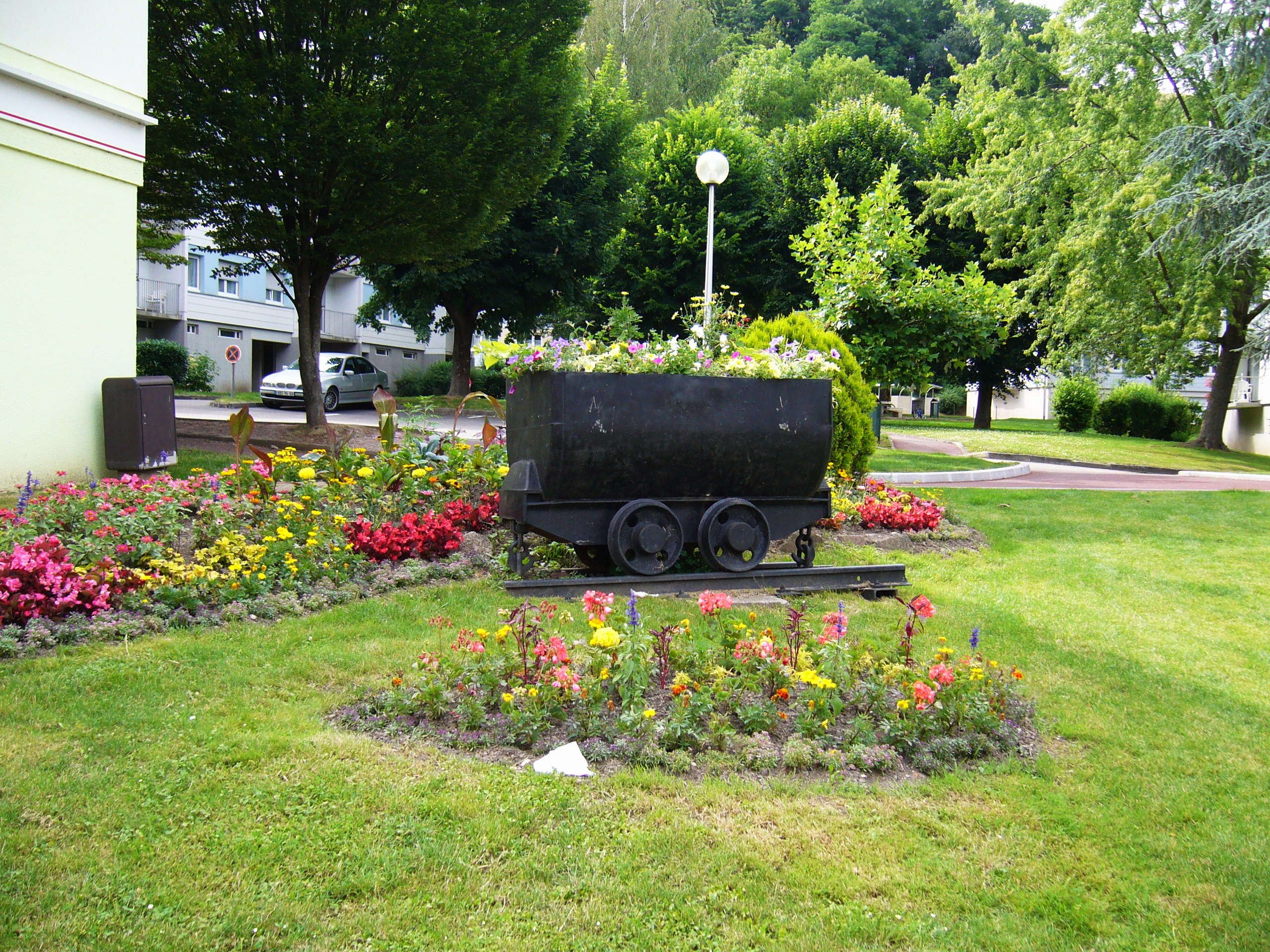
Wagon utilisé par les mineurs.
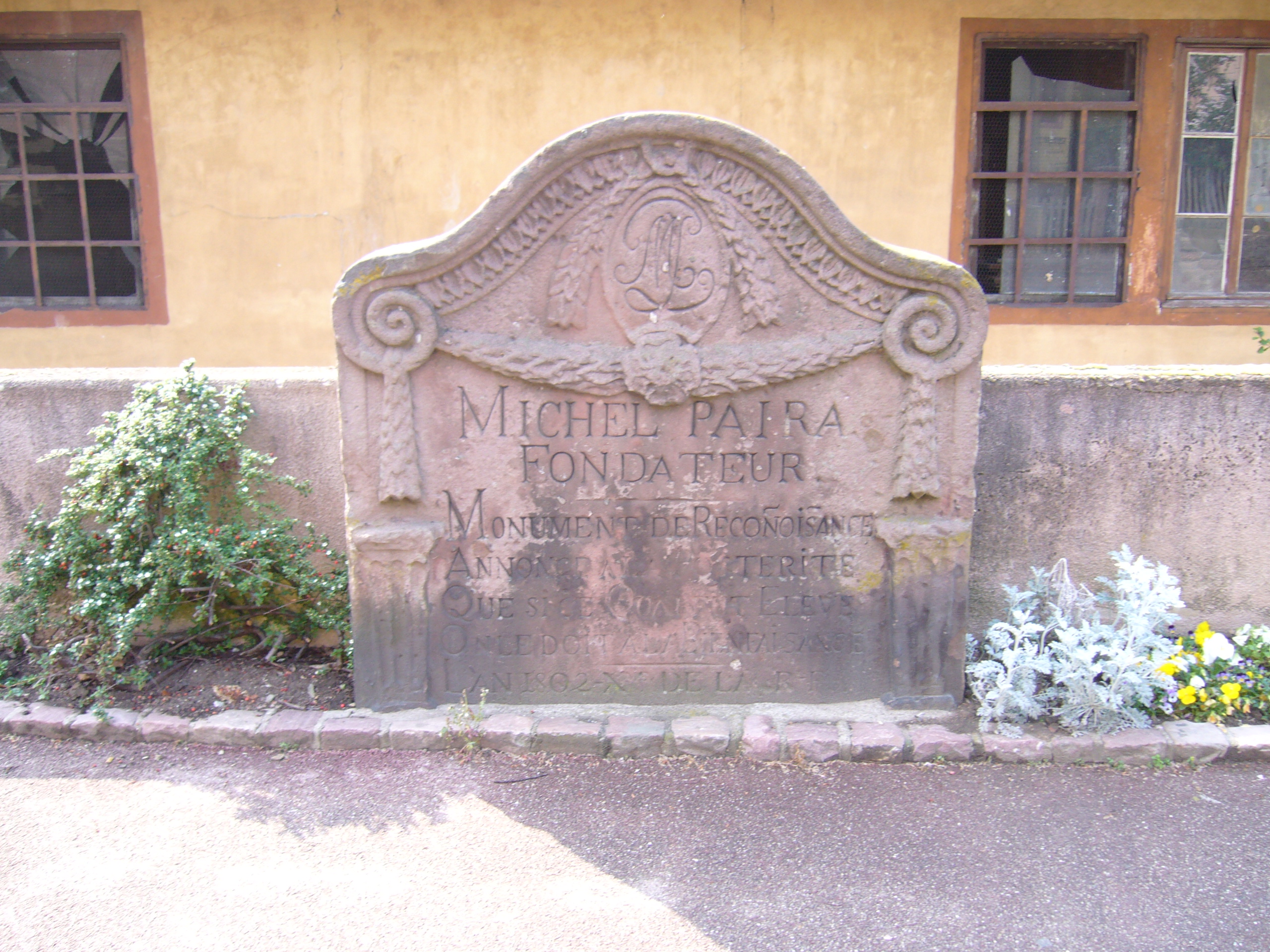
Monument dédié à Michel Paira.
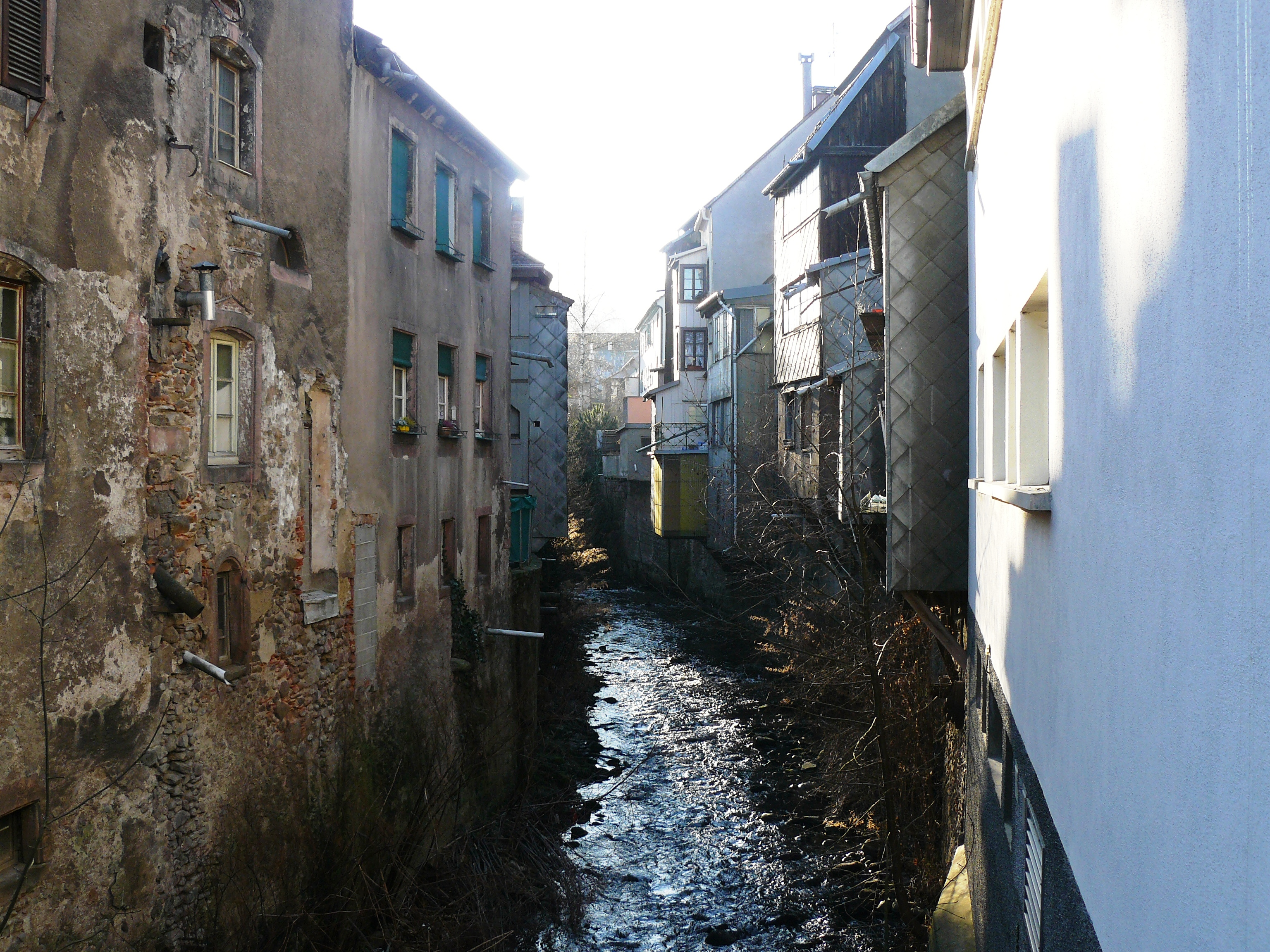
La Lièpvrette à Sainte-Marie-aux-Mines.

### Dans la culture littéraire
La nouvelle « Le mauvais zouave », dans les Contes du lundi d'Alphonse Daudet, se situe à Sainte-Marie-aux-Mines (cette nouvelle parut dans le journal L’Événement le 15 juillet 1872).

### Héraldique
| Blason de Sainte-Marie-aux-Mines | Les armes de Sainte-Marie-aux-Mines se blasonnent ainsi : « Parti : au premier d'argent aux trois écussons de gueules, au second d'or à la bande de gueules chargée de trois alérions d'argent ; sur le tout de sable au marteau et à la pointerolle de mineur d'argent passés en sautoir. » |

Les armoiries actuelles concédées le 28 juillet 1892 rappellent à la fois la double appartenance de la ville et les mines auxquelles Sainte-Marie-aux-Mines dut jadis sa célébrité. Elles sont formées par les armes de Lorraine, les armes de Ribeaupierre et le signe héraldique des mineurs et peuvent se blasonner ainsi : parti d’argent à trois écus de gueules qui est de Ribeaupierre, et d’or à la bande de gueules chargées de trois alérions d’argent qui est de Lorraine, avec en abîme, un écu de sable à marteau et pointerolle de mineur d’argent posés en sautoir. Ces armes, reproduites en couleur sur le papier à lettres de la mairie d’avant-guerre, évoquent parfaitement la situation géographique et politique de la ville telle qu’elle était jusqu’à la Révolution, ainsi que l’industrie qui faisait sa réputation.
Les armoiries de Sainte-Marie-aux-Mines ont varié au cours du temps. Celles qu’attribuaient les armoiries générales de Louis XIV à la partie alsacienne étaient blasonnées de la façon suivante : « D’azur à une Notre-Dame d’argent posant les pieds sur une montagne d’or ». Le côté alsacien qui appartenait aux Seigneurs de Ribeaupierre et le côté lorrain de la ville ayant été réunis sous la Révolution, Sainte-Marie-aux-Mines adopta au XIXe siècle un parti d’argent aux trois écussons de gueules (Ribeaupierre) et d’azur à la croix de Lorraine d’argent. Après la réunification de la partie lorraine et alsacienne de la ville en 1790 le sceau créé représentait sur le dextre (à droite les armes de France, trois fleurs de Lys d'or en champ d'azur. Sur le sénestre à gauche, un poisson nageant vers le dextre. Quelques mois après, les fleurs de Lys ont disparu, seul le poisson est resté, puis a disparu à son tour.